# Cesena
Cesena (AFi: /ʧeˈzεna/, Čiṣéna in romagnolo) è un comune italiano di 95 774 abitanti, capoluogo della provincia di Forlì-Cesena insieme a Forlì, in Emilia-Romagna.
Fondata intorno al V secolo a.C. dagli Umbri, fiorì in epoca romana come centro sulla via Emilia e di quell'epoca conserva oggi quasi intatta una vasta centuriazione nella pianura circostante. Tra gli altri monumenti, ospita la Biblioteca Malatestiana, risalente al XV secolo, prima biblioteca civica europea e unico esempio di biblioteca monastica umanistica perfettamente conservata nell'edificio, negli arredi e nella dotazione libraria, inserita dall'UNESCO nel registro della Memoria del mondo.
Centro di attività agricole, commerciali e industriali prevalentemente nei campi ortofrutticolo, alimentare e meccanico, dal 1989 ospita anche una sede distaccata dell'Università di Bologna.
È sede vescovile della diocesi di Cesena-Sarsina.

## Geografia fisica

### Territorio

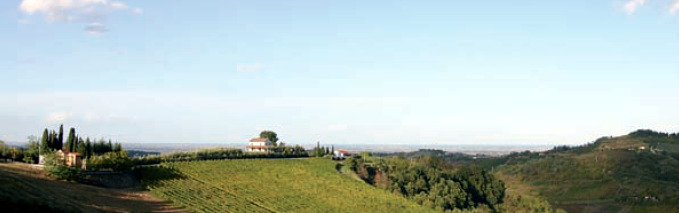
Parte delle colline che circondano Cesena, sullo sfondo si può notare il mare Adriatico.

Cesena è posta quasi al centro della Romagna, a metà strada tra il mare, da cui dista appena 15 km, e le colline, nel punto in cui si incrociano le antiche vie Emilia e Romea. Il territorio comunale, la cui superficie è di 249,5 km², confina a nord con i comuni di Cervia e Ravenna, a est con i comuni di Cesenatico, Gambettola, Longiano e Montiano, a sud con i comuni di Roncofreddo, Mercato Saraceno e Sarsina, e ad ovest con i comuni di Civitella di Romagna, Meldola e Bertinoro.
L'altitudine ufficiale, corrispondente al punto sul quale sorge il Palazzo Comunale, è di 44 metri sul livello del mare. La media delle altitudini dell'intero territorio comunale è di 97 m s.l.m.: si passa dai 5 metri del fosso della Valle ai 480 metri di monte Cavallo. Il territorio è pianeggiante verso l'ultimo lembo di Pianura padana a nord-est, collinare con le prime propaggini dell'Appennino tosco-romagnolo a sud-ovest.
Morfologicamente sono il fiume Savio e la sua valle a comporre l'alveo principale del territorio comunale cesenate, andando poi a sfociare a nord-ovest fino al bacino del fiume Ronco e del torrente Bevano, a sud-est fino al versante sinistro del torrente Pisciatello.

### Clima
Cesena ha un clima temperato, (subcontinentale secondo Mario Pinna), moderatamente mitigato dalla vicinanza del mare. In estate raramente le temperature massime superano i 35 °C; possono avvicinarsi ai 40 °C (con tempi di ritorno di 18-20 anni) in casi di intenso foehn appenninico associato a forti avvezioni calde.
L'inverno è mediamente rigido sui comparti appenninico e pedeappenninico, per il vento freddo che «esce» dall'inversione termica padana verso l'Adriatico, mentre il comparto costiero risente maggiormente dei flussi di calore provenienti dall'Adriatico; le temperature medie nel corso dell'inverno risultano sulle aree costiere e pericostiere mediamente più alte di circa 2 °C rispetto alla fascia pedecollinare posta circa 10 km più ad ovest.
Le giornate di nebbia, nella media trentennale, variano da circa 30 giorni sulla bassa pianura cesenate prossima alla costa, dalle 18-20 delle aree a ridosso dell'Appennino fino alle 12-15 giornate all'interno delle valli.
| Cesena              | Mesi | Mesi | Mesi | Mesi | Mesi | Mesi | Mesi | Mesi | Mesi | Mesi | Mesi | Mesi | Stagioni | Stagioni | Stagioni | Stagioni | Anno |
| Cesena              | Gen  | Feb  | Mar  | Apr  | Mag  | Giu  | Lug  | Ago  | Set  | Ott  | Nov  | Dic  | Inv      | Pri      | Est      | Aut      | Anno |
| ------------------- | ---- | ---- | ---- | ---- | ---- | ---- | ---- | ---- | ---- | ---- | ---- | ---- | -------- | -------- | -------- | -------- | ---- |
| T. max. media (°C)  | 6,5  | 9,1  | 12,7 | 16,5 | 21,5 | 25,7 | 28,3 | 27,9 | 24,3 | 18,8 | 12,4 | 7,5  | 7,7      | 16,9     | 27,3     | 18,5     | 17,6 |
| T. media (°C)       | 3,2  | 5,1  | 8,3  | 11,9 | 16,3 | 20,2 | 22,6 | 22,4 | 19,1 | 14,3 | 8,8  | 4,3  | 4,2      | 12,2     | 21,7     | 14,1     | 13,0 |
| T. min. media (°C)  | −0,1 | 1,2  | 3,9  | 7,3  | 11,2 | 14,7 | 16,9 | 16,8 | 14,0 | 9,9  | 5,2  | 1,2  | 0,8      | 7,5      | 16,1     | 9,7      | 8,5  |
| Precipitazioni (mm) | 46   | 48   | 57   | 56   | 52   | 48   | 54   | 56   | 68   | 64   | 80   | 58   | 152      | 165      | 158      | 212      | 687  |

## Origini del nome
Il lemma Cesena (in latino Caesena o Curva Caesena) si fa generalmente risalire all'etrusco Keizna, antroponimo.

## Storia
(Dante Alighieri, Inferno, Canto XXVII)

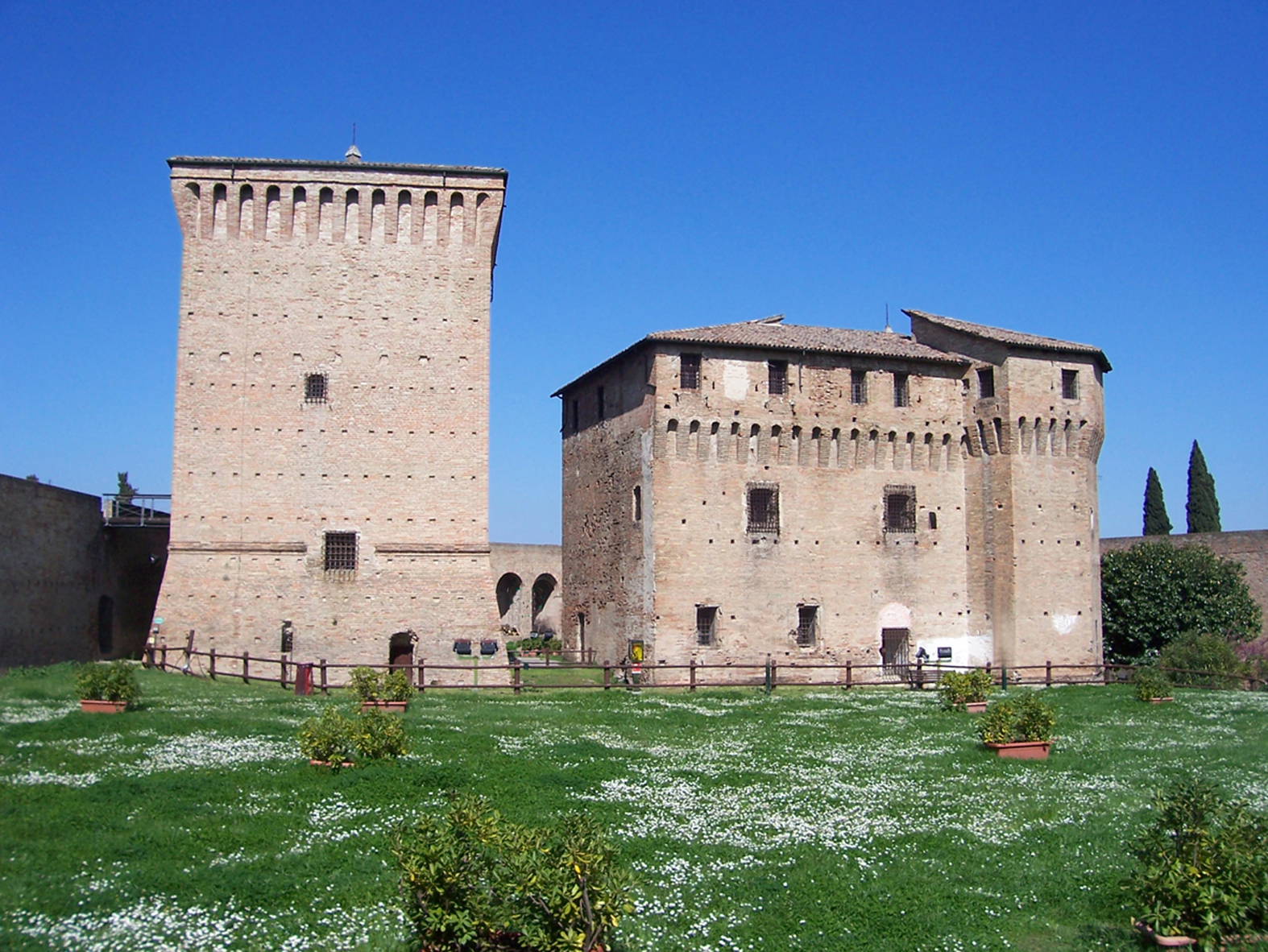
Maschio e torre femmina della Rocca Malatestiana

La Valle del Savio e i dintorni dei colli, a cui si appoggia Cesena, furono abitati fin dall'età neolitica, come dimostrano i materiali rinvenuti nella zona della basilica del Monte e, più su, a Borello. Il primo nucleo abitativo sorge con ogni probabilità per opera degli Umbri intorno al VI-V secolo a.C.. Insieme a Forlì, Cesena è epicentro dell'insediamento dei Galli Senoni, uno dei principali popoli celtici della Gallia Cisalpina. Con l'arrivo dei Romani il piccolo nucleo assume forma di villaggio; decade con l'Impero romano e subisce le incursioni dei barbari.
Presa dai Goti di Teodorico, viene riconquistata dai Bizantini e, a metà del VI secolo, entra a far parte dell'Esarcato. Dopo le campagne di Pipino il Breve (VIII secolo), Cesena rientra infine nei territori sotto il controllo pontificio, primo nucleo di quello che sarà lo Stato della Chiesa. Il Duecento vede la città oscillare tra libertà comunali e sottomissione alla Chiesa o a signori locali. Nel 1333 Cesena è divenuta dominio della famiglia forlivese degli Ordelaffi, ma la loro signoria viene interrotta nel 1357 dall'intervento del legato pontificio, cardinale Albornoz, che riesce a sottomettere la città nonostante la strenua azione di difesa di Cia degli Ubaldini.
Nel febbraio del 1377 Cesena viene coinvolta nella guerra promossa dalla Repubblica fiorentina contro lo Stato Pontificio, ma il cardinale Roberto di Ginevra (futuro antipapa Clemente VII) scatena un violento massacro in città, per impedire che Cesena passi dalla parte dei fiorentini: la strage viene eseguita dalle milizie mercenarie bretoni, guidate dal condottiero inglese Giovanni Acuto, che la radono al suolo, causando la morte di più di 5 000 abitanti.

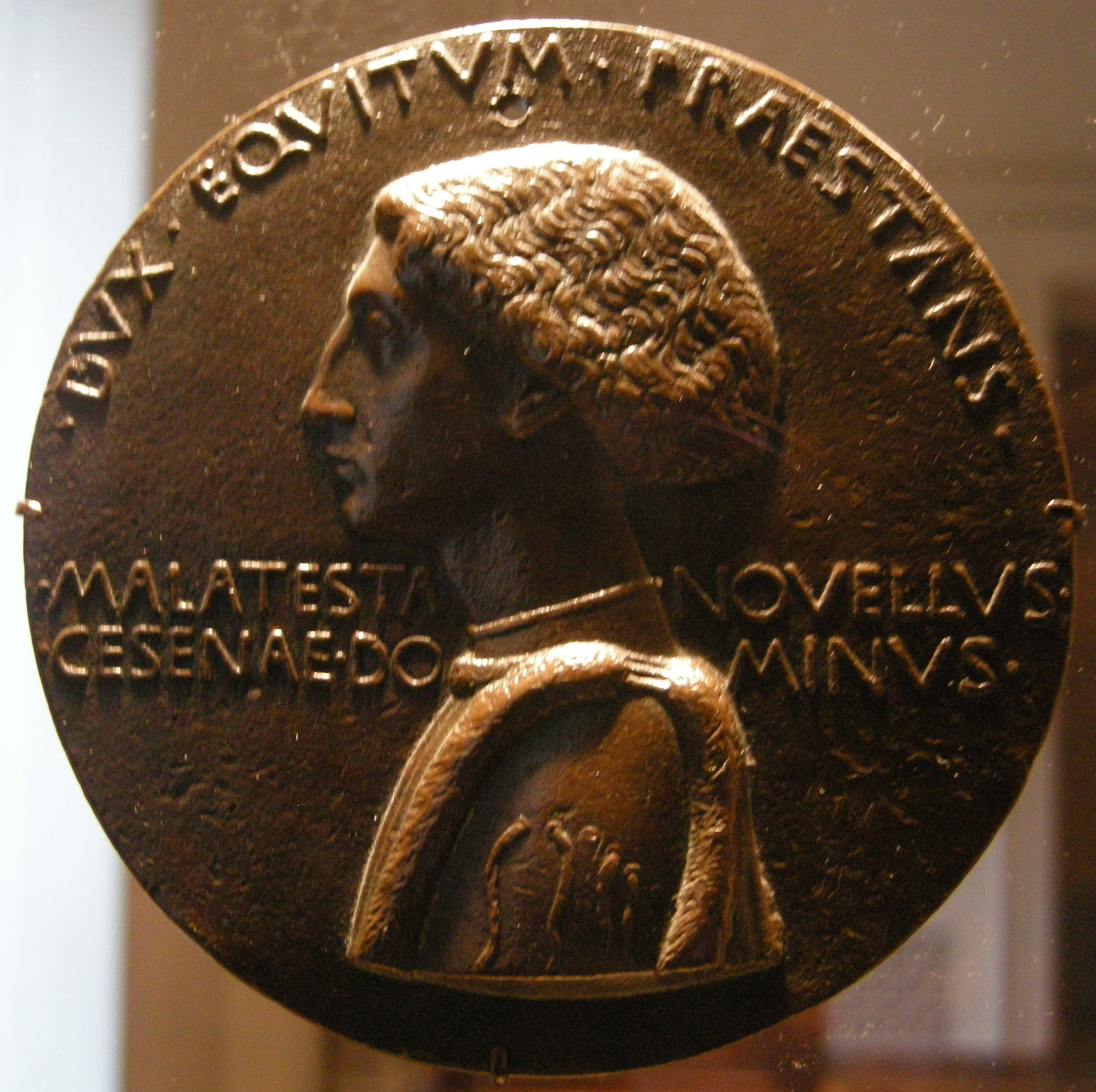
Medaglia del Pisanello raffigurante Malatesta Novello.

Durante la signoria dei Malatesta la città rifiorì, come testimoniano gli importanti monumenti quali la Rocca Malatestiana, voluta da Galeotto, e la Biblioteca Malatestiana, opera del mecenate Domenico Malatesta Novello.
Per un breve periodo, intorno al 1500, sotto il dominio di Cesare Borgia, Cesena divenne la "capitale" del ducato di Romagna e nel 1502 giunse in città Leonardo da Vinci, al quale Borgia aveva conferito l'incarico di rilevare ed aggiornare le fortificazioni delle città di Romagna conquistate. Poi tornò sotto il dominio dello Stato Pontificio, che perdurò fino all'Unità d'Italia.
Nel 1775, il cesenate Giovan Angelo Braschi diviene Papa col nome di Pio VI, e nuovamente nel 1800, un altro cesenate diviene Papa, Barnaba Niccolò Maria Luigi Chiaramonti col nome di Pio VII. L'esperienza napoleonica (1797-1814), che vede Pio VI e Pio VII tentare invano di opporsi a Napoleone Bonaparte, priva Cesena di un gran numero di monasteri, conventi e chiese che precedentemente la ornavano e dell'Università.
Nel gennaio 1832 la città viene saccheggiata e 17 suoi cittadini uccisi durante le Stragi di Cesena e Forlì ad opera delle truppe pontificie durante la repressione finale dei moti romagnoli.
Successivamente, prima e dopo l'Unità d'Italia, la città conobbe un periodo di espansione. Dopo il 1861, i liberali governarono l'Amministrazione Comunale fino agli inizi del Novecento; successivamente i repubblicani gestirono il potere fino all'avvento del fascismo e la rivolta dei Comandini. Durante questo periodo la città di Cesena visse una storia molto ricca e sanguinosa allo stesso tempo.
Durante la Resistenza Cesena dette un grande contributo di uomini, e per tale motivo le è stata assegnata la Medaglia d'argento al Valor Militare. Nel dopoguerra la città assiste ad un notevole sviluppo urbano e parallelamente si verifica una notevole crescita economica, che ne fa un polo di livello internazionale nel comparto agroalimentare, soprattutto in materia di ricerca e biotecnologie.
Nel 1992, con il distacco del comprensorio di Rimini in nuova provincia, la precedente provincia di Forlì cambia nome in provincia di Forlì-Cesena (pur rimanendo Forlì capoluogo), essendo le due città di importanza pressoché identica. Dal 29 gennaio 2024 la città di Cesena diventa co-capoluogo della provincia di Forlì-Cesena.

### Simboli
Stemma

Gonfalone comunale

Lo stemma del comune è formato da uno scudo a "balzana": troncato di nero e d'argento, con una bordura cuneata d'oro. Capo d'Angiò.
Lo scudo tradizionalmente indicherebbe la pacificazione tra le opposte fazioni cittadine dei Guelfi e dei Ghibellini; il bordo è preso dallo stemma dei Malatesta e si riferisce alla loro signoria sulla città nel corso del Quattrocento. Il capo è una concessione del re di Napoli Roberto d'Angiò. Lo scudo, in luogo della corona civica, potrebbe fregiarsi della corona nobiliare, essendo stata la città iscritta nell'Elenco ufficiale della nobiltà italiana.
Stemma concesso da re Vittorio Emanuele III con decreto regio del 24 aprile 1927: «Troncato di nero e d'argento, alla bordura dentata di nero e d'oro, col capo d'Angiò».
Gonfalone
Il gonfalone è formato dal drappo troncato di nero e di bianco con al centro lo stemma della città.

### Onorificenze
Cesena è tra le città decorate al valor militare per la guerra di liberazione, insignita della medaglia d'argento per i sacrifici delle sue popolazioni e per la sua attività nella lotta partigiana durante la seconda guerra mondiale:

## Monumenti e luoghi d'interesse

### Architetture religiose

#### Chiese
- Abbazia di Santa Maria del Monte

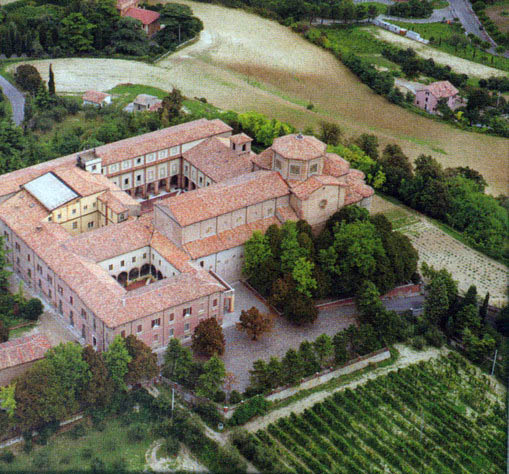
L'abbazia di Santa Maria del Monte

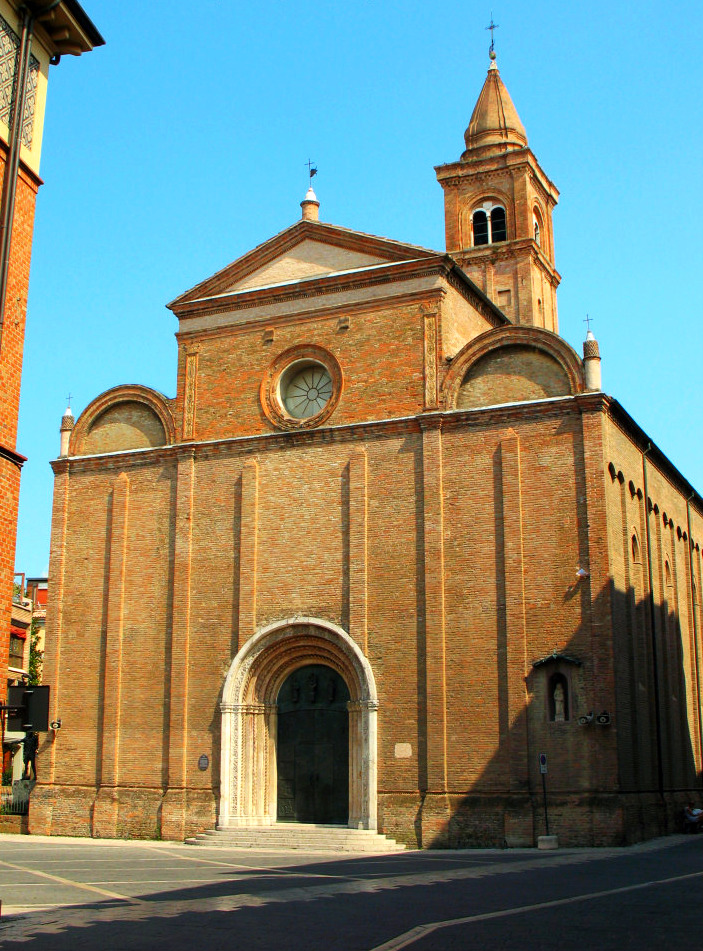
La cattedrale di San Giovanni Battista

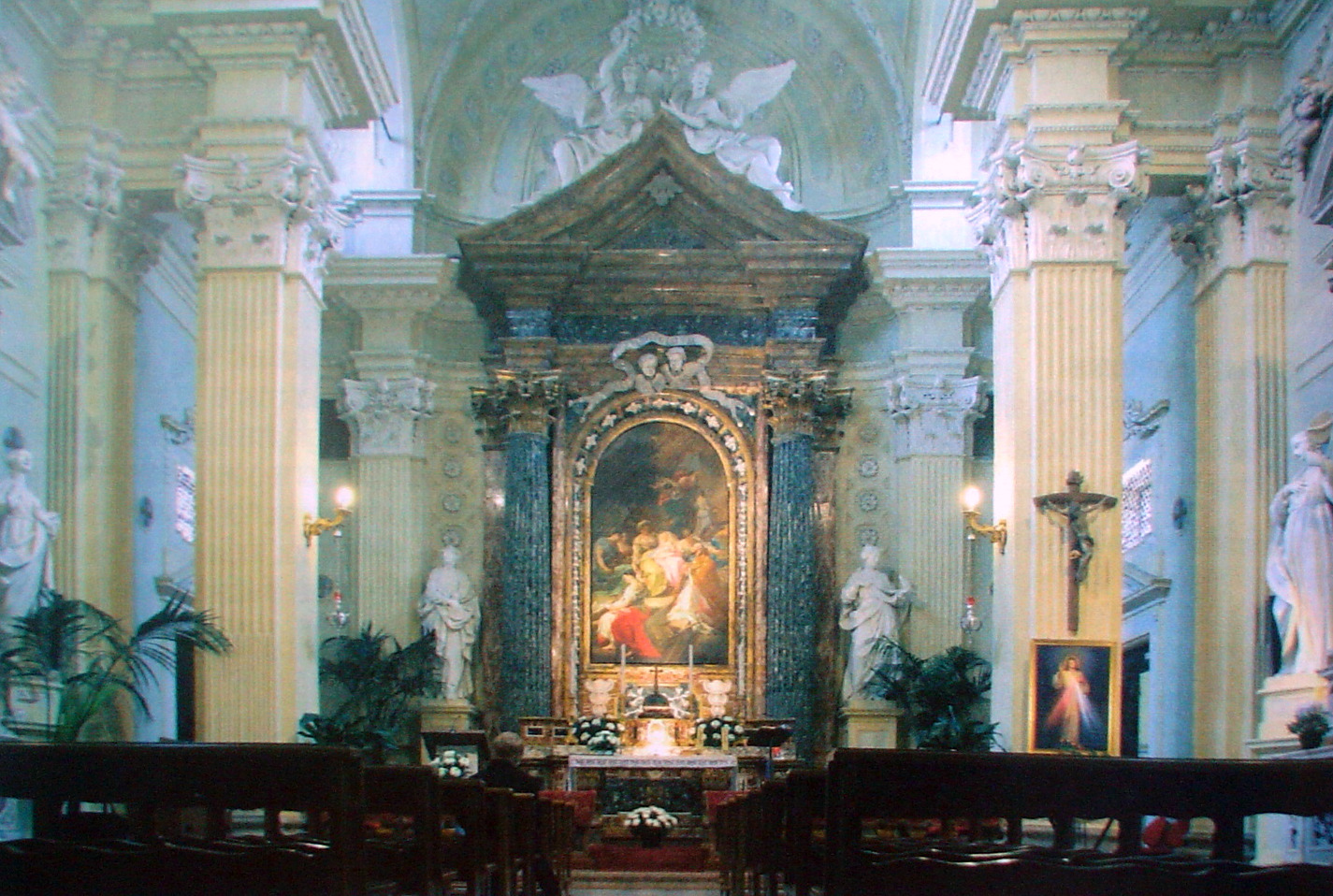
L'interno barocco della chiesa di Santa Maria del Suffragio

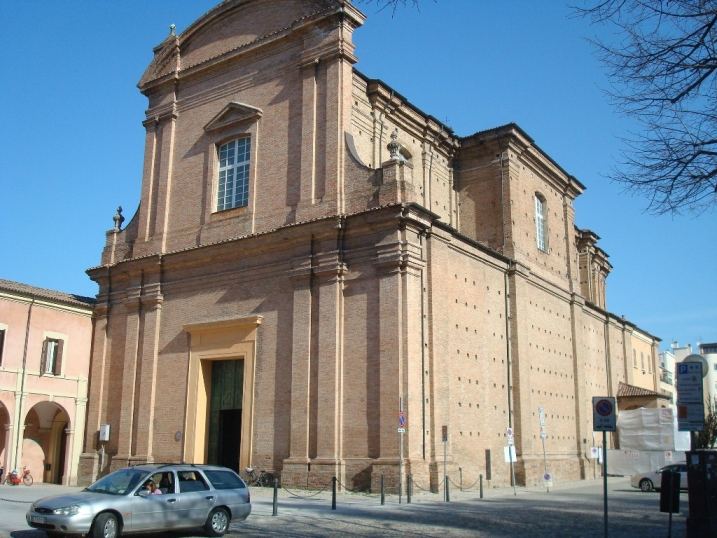
La chiesa di San Domenico

L'imponente millenario complesso sorge sul colle Spaziano, dove era solito andare in preghiera il vescovo Mauro, proclamato santo dall'XI secolo; dopo la sua morte, intorno all'anno Mille fu eretta una chiesa, e tra il 1001 e il 1026 venne edificato un monastero. Nel corso degli anni la basilica si è arricchita di notevoli opere d'arte. Va ricordata la collezione di ex voto, la più grande d'Europa.
- Cattedrale di San Giovanni Battista

Di valore storico-artistico è anche il duomo cittadino dedicato a san Giovanni Battista, in stile gotico-romanico e risalente alla fine del Trecento, al cui interno sono racchiuse le spoglie di san Mauro. All'interno della cattedrale un piccolo e importante dipinto raffigurante il santo Battista eseguito su lastra di rame è stato recentemente attribuito dal ricercatore Alex Cavallucci al pittore manierista Livio Agresti. Nella Cappella della Madonna del Popolo sono presenti affreschi di Corrado Giaquinto del 1750.
- Convento di San Biagio

Il complesso venne creato nel 1394, ma l'edificio venne completato nel 1424 e rifatto nel 1486; nel 1810 chiesa e convento furono soppressi e il complesso divenne sede della casa di ricovero delle Figlie del Povero. È sede della Pinacoteca Comunale.
- Chiesa e convento dei frati Cappuccini

Sorgono su un colle immediatamente a ridosso della città. Di costruzione relativamente più recente rispetto agli altri complessi cesenati, conserva la splendida tela del Guercino raffigurante l'Estasi di San Francesco.
- Chiesa e convento dei frati Minori Osservanti

Il complesso, fondato per iniziativa di Malatesta Novello su consiglio della moglie Violante, venne edificato tra il 1459 e il 1464 su progetto del maestro Maso della Val Lugano. L'esterno, di puro geometrismo neoclassico, è caratterizzato dalla facciata rimasta incompiuta. Il portico presenta cappelle che una volta erano semplici arcate.
- Chiesa di Sant'Agostino

Si trova nel centro storico della città. Il convento, inizialmente dei frati Osservanti, fu ceduto alla fine del XV secolo ai monaci Agostiniani che intrapresero una vasta opera di ristrutturazione e di decorazione della chiesa e del convento, che terminò nel 1520. La forma attuale della Chiesa risale al 1748 su disegno di Luigi Vanvitelli.
- Chiesa di Santa Cristina

È situata in contrada Chiaramonti. Di origine medievale, fu riedificata più volte nel corso dei secoli, in particolare nel 1470, nel 1630 e nel 1740, quando fu risistemata da Francesco Zondini. Fu definitivamente terminata nel 1825 con poche varianti rispetto al progetto originale di Giuseppe Valadier.
- Chiesa di San Domenico

Edificata tra il 1706 e il 1772, sorge sui resti di una precedente chiesa quattrocentesca della quale restano i due chiostri.
L'interno della chiesa è formato da una sola navata e ai lati troviamo tre cappelle per parte, nelle quali sono conservate testimonianze della pittura locale del XVII secolo.
- Chiesa di Santa Maria dei Servi

Un preesistente complesso religioso venne probabilmente ricostruito nel 1240, e nel 1367 vi si insediarono i Servi di Maria. Tra il 1756 e il 1765 la chiesa assunse le forme attuali su progetto di Pietro Carlo Borboni.
- Chiesa di Santa Maria del Suffragio

La confraternita omonima venne fondata nel 1633 per suffragare le anime del Purgatorio, mentre la piccola chiesa venne edificata tra il 1685 e il 1689, su progetto di Pier Mattia Angeloni. Nella seconda metà del Settecento, la facciata e l'interno della chiesa furono pesantemente ritoccati venendo ad assumere l'aspetto attuale.
- Chiesa dei Santi Anna e Gioacchino

#### Cimiteri

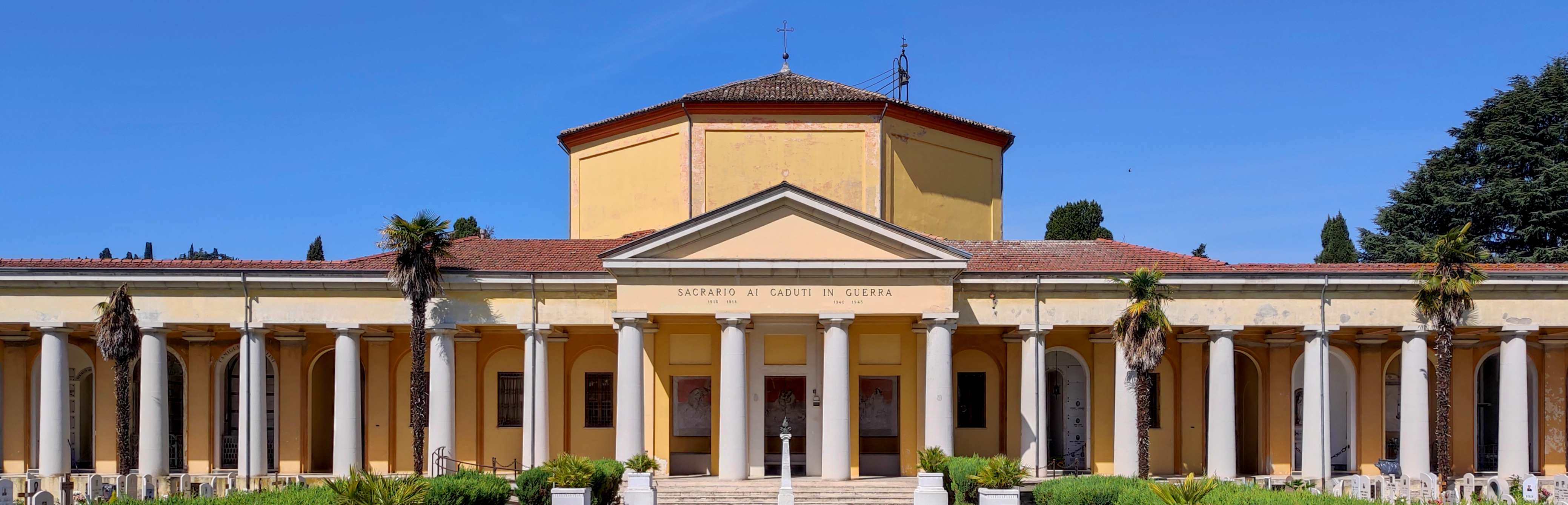
Sacrario del Cimitero Monumentale

- Cimitero monumentale

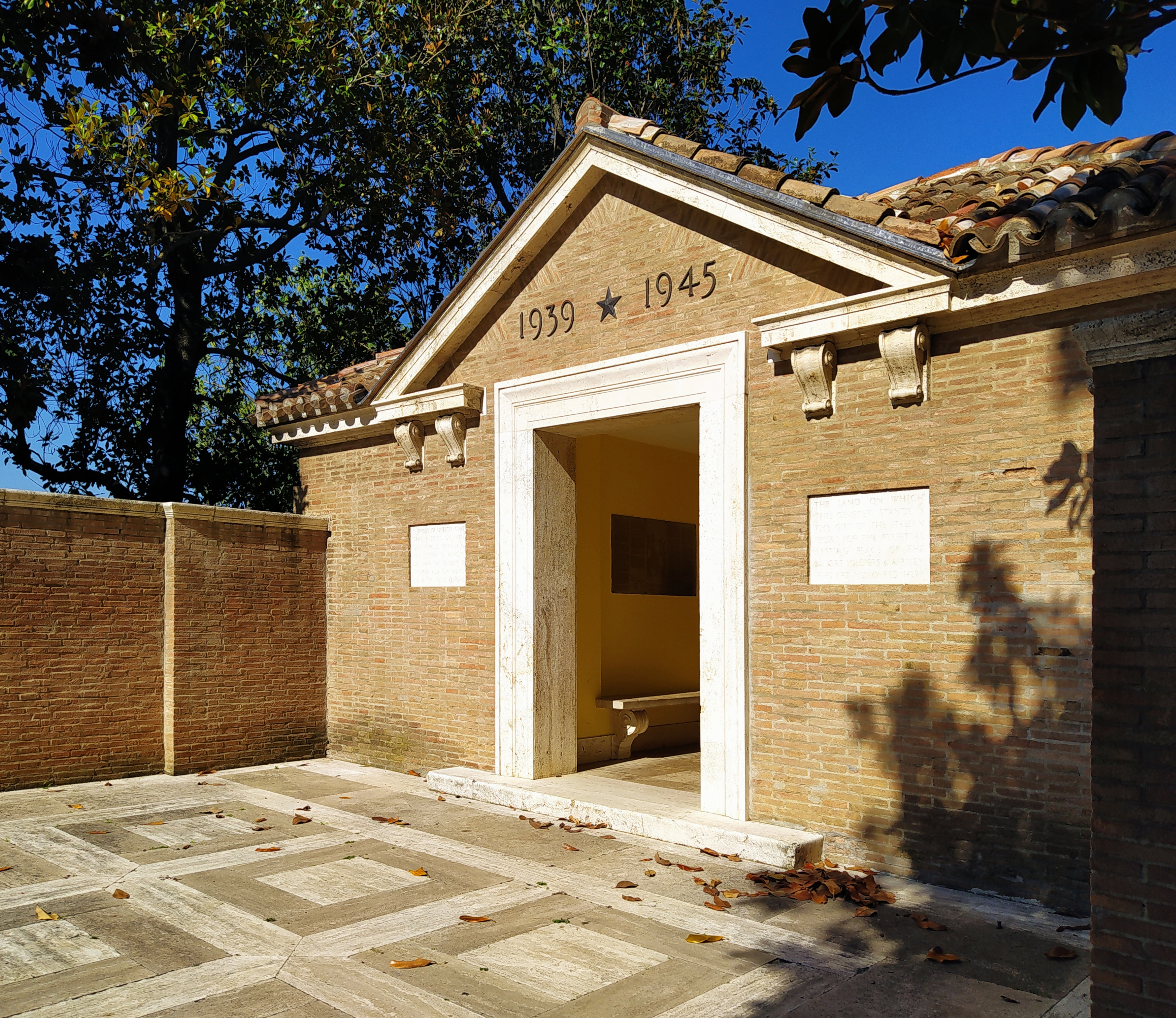
Cimitero di Guerra di Cesena

Edificato su progetto di Barbieri (1809) nel luogo in cui sorgevano la chiesa e il monastero di Santa Croce, il cimitero fu terminato e inaugurato il 1º maggio del 1813 da Giacomo Bertozzi, e quasi subito fu oggetto di numerosi ampliamenti (1819-1825 e 1929-1946). La struttura, in stile neoclassico, è caratterizzato da due aree, una a pianta quadrangolare e l'altra ottagonale, attorno a cui si sviluppano il portico con colonne in ordine dorico e le cappelle gentilizie. La chiesa a pianta centrale con pronao dorico sulla facciata, nel XVIII secolo è stata abbellita nella cupola da dipinti murali di Leandro Marconi.
Qui sono sepolti i più illustri cittadini cesenati, come Renato Serra, Maurizio Bufalini ed altri. Nella cripta del cimitero è presente un ossario in ricordo delle vittime della seconda guerra mondiale.
- Cimitero Nuovo

È stato inaugurato il 9 aprile del 2011, ed è stato progettato dall'architetto Paolo Portoghesi. La cappella per i riti religiosi, di forma circolare, è rivestita con mattoni a faccia vista, mentre la copertura ha una struttura concentrica in legno. Sono presenti un forno crematorio e luoghi di sepoltura per i non cattolici. Nel comune esistono poi altri 35 cimiteri sparsi nelle varie frazioni.
- Cesena War Cemetery ("Cimitero di guerra di Cesena")

È un cimitero militare dove riposano i soldati dei paesi del Commonwealth caduti durante la seconda guerra mondiale. Vi sono circa 700 tombe di militari provenienti dagli attuali Regno Unito, Canada, Nuova Zelanda, Sudafrica e India.

### Architetture civili

#### Palazzi

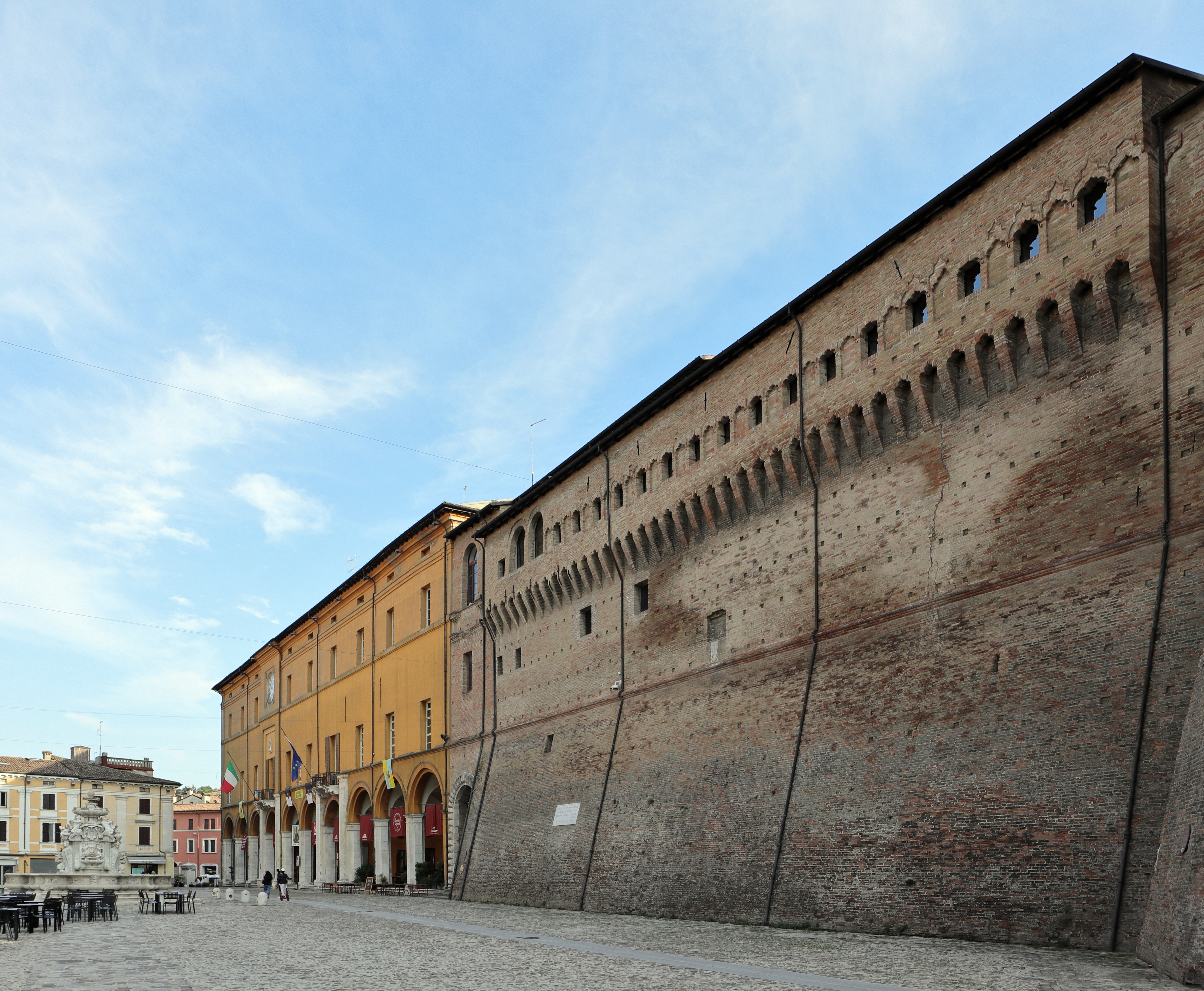
il Palazzo Albornoz (Palazzo Comunale) e la Loggetta Veneziana

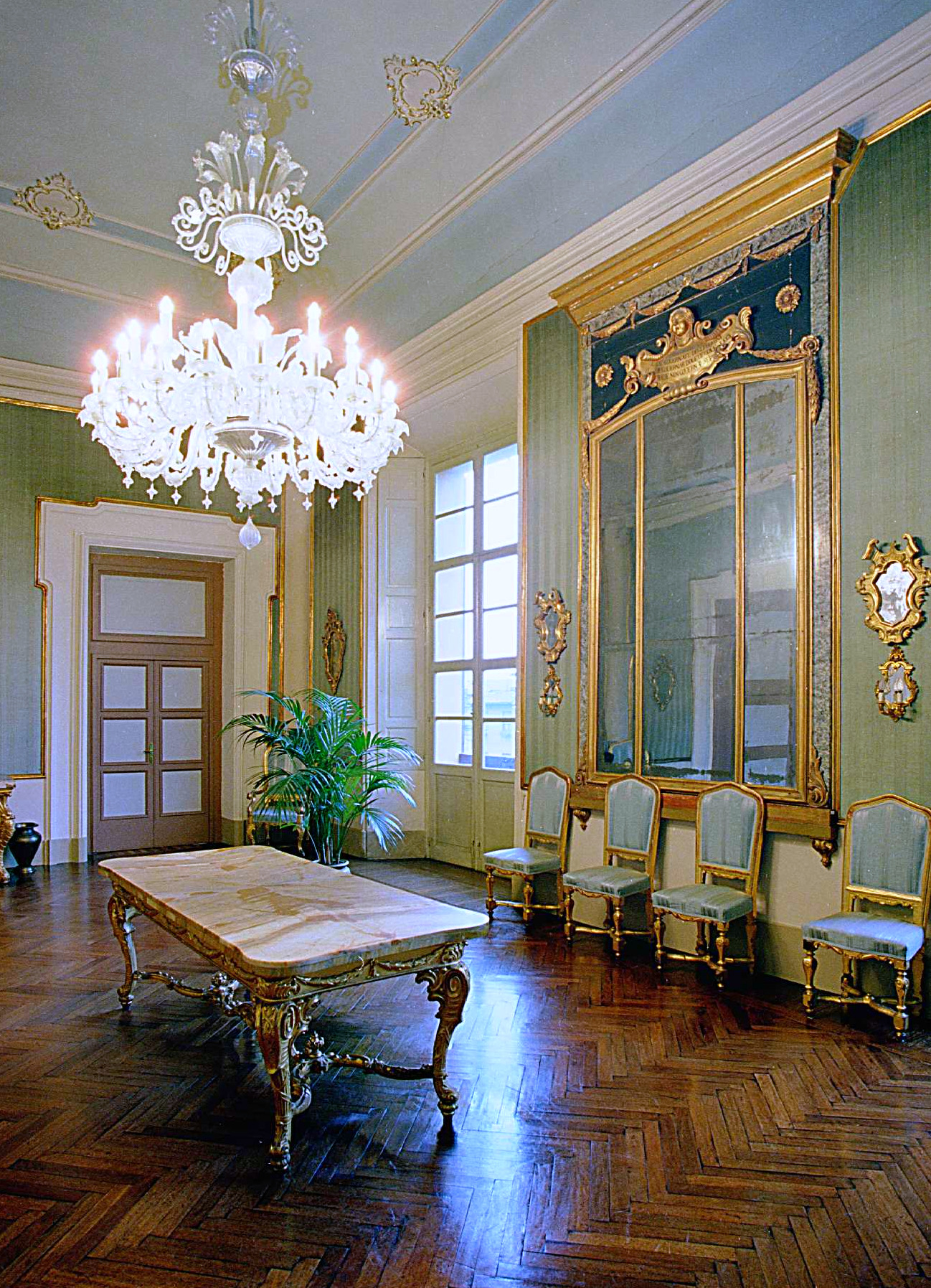
L'interno della sala degli Specchi del Palazzo Comunale

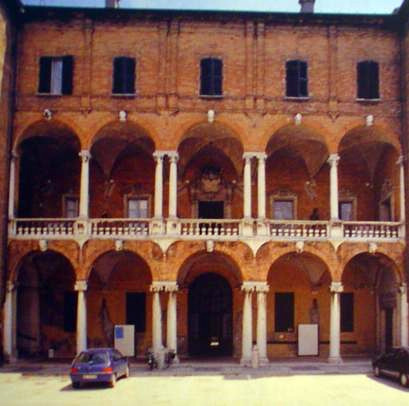
La controfacciata di Palazzo Ghini

- Palazzo Albornoz

Il palazzo Albornoz, o Palazzo Comunale, si affaccia su piazza del Popolo; fu costruito per volere del cardinale Egidio Albornoz a partire dalla metà del Trecento. L'edificio è costituito da due strutture più antiche: il Palatium Vetus e il Palatium Novum. Al suo interno sono presenti affreschi e arredi settecenteschi.
- Palazzo Chiaramonti

L'edificio, situato in Contrada Chiaramonti, fu commissionato agli inizi del Settecento da Giovanni Gaetano Carli e accolse negli anni '80 la decorazione pittorica di Giuseppe Milani.
Nel 1807 papa Pio VII acquistò il palazzo dai Carli, lo donò al nipote Scipione Chiaramonti e ne stabilì l'ammodernamento da parte dell'architetto Tomba. È qui che il pontefice, di ritorno dall'esilio, dimorò durante la permanenza nella sua città natale (1814). Dal 1910 è sottoposto alla normativa sugli immobili di interesse storico-artistico. Durante la seconda guerra mondiale subì danni rilevanti a causa di tre colpi di obice sparati per errore.
- Palazzo Ghini

Il Palazzo Ghini è situato in corso Gastone Sozzi. Progettato nel XVII secolo dall'architetto Pier Mattia Angeloni su commissione dei marchesi Ghini. Ospita nel cortile monumentale alcune sculture di Francesco Calligari, raffiguranti quattro divinità: Cerere, Gloria, Marte e Minerva.
- Palazzo del Ridotto

La costruzione risale al 1401 e successivamente venne ampliato nel 1466 e nel 1472. Per volontà dei nobili cesenati, nel 1792, fu posta una statua in omaggio al pontefice Pio VI.
La facciata, elemento di grande interesse, è composta di due ordini di lesene sovrapposti: dorico al piano inferiore e ionico a quello superiore.
Il piano terra del palazzo ospita la Galleria comunale d'arte adibita ad esposizioni temporanee, mentre la sala al primo piano è utilizzata per convegni e manifestazioni pubbliche.
- Palazzo Romagnoli

È un palazzo monumentale, fatto edificare nel XVIII secolo dal marchese Michelangelo Romagnoli (1719-1780). Realizzato su progetto dell'architetto Pietro Carlo Borboni, fu decorato dal pittore Giuseppe Milani. Quando nel 1785 Margherita Romagnoli sposò un marchese Ghini, metà del palazzo passò in proprietà ai Ghini (e vi restò fino agli anni Duemila).
- Rocchetta di Piazza e Loggetta Veneziana

Si tratta di una cortina in laterizio, alta oltre 20 metri, con camminamento (Loggetta Veneziana) e torrione di piazza (torrione del Nuti). Sulla parete si trova l'iscrizione che ricorda la citazione che Dante fece di Cesena nel canto XXVII dell'Inferno e lo stemma di Lorenzo Zane, governatore pontificio all'epoca della costruzione. Gli edifici ospitano anche le sale del Museo di scienze naturali.
- Villa Silvia

Villa Silvia fu acquistata dalla famiglia Pasolini-Zanelli. Carducci e Bonci sono solo alcuni dei nomi più famosi ad aver frequentato la villa, insieme con Paolo Amaducci o Antonio Messeri. Il 3 settembre 1920 la contessa Silvia Baroni Semitecolo (vedova Pasolini Zanelli) morì senza più eredi, ed in qualità di ultima proprietaria della villa la lasciò in eredità al Comune. Venne in seguito utilizzata come colonia estiva per bambini colpiti da tubercolosi. È circondata da un'area verde di quattro ettari, nella quale sono presenti numerose piante secolari e che conserva un roseto di epoca ottocentesca. La stanza di Carducci è tuttora visitabile.

#### Teatri storici

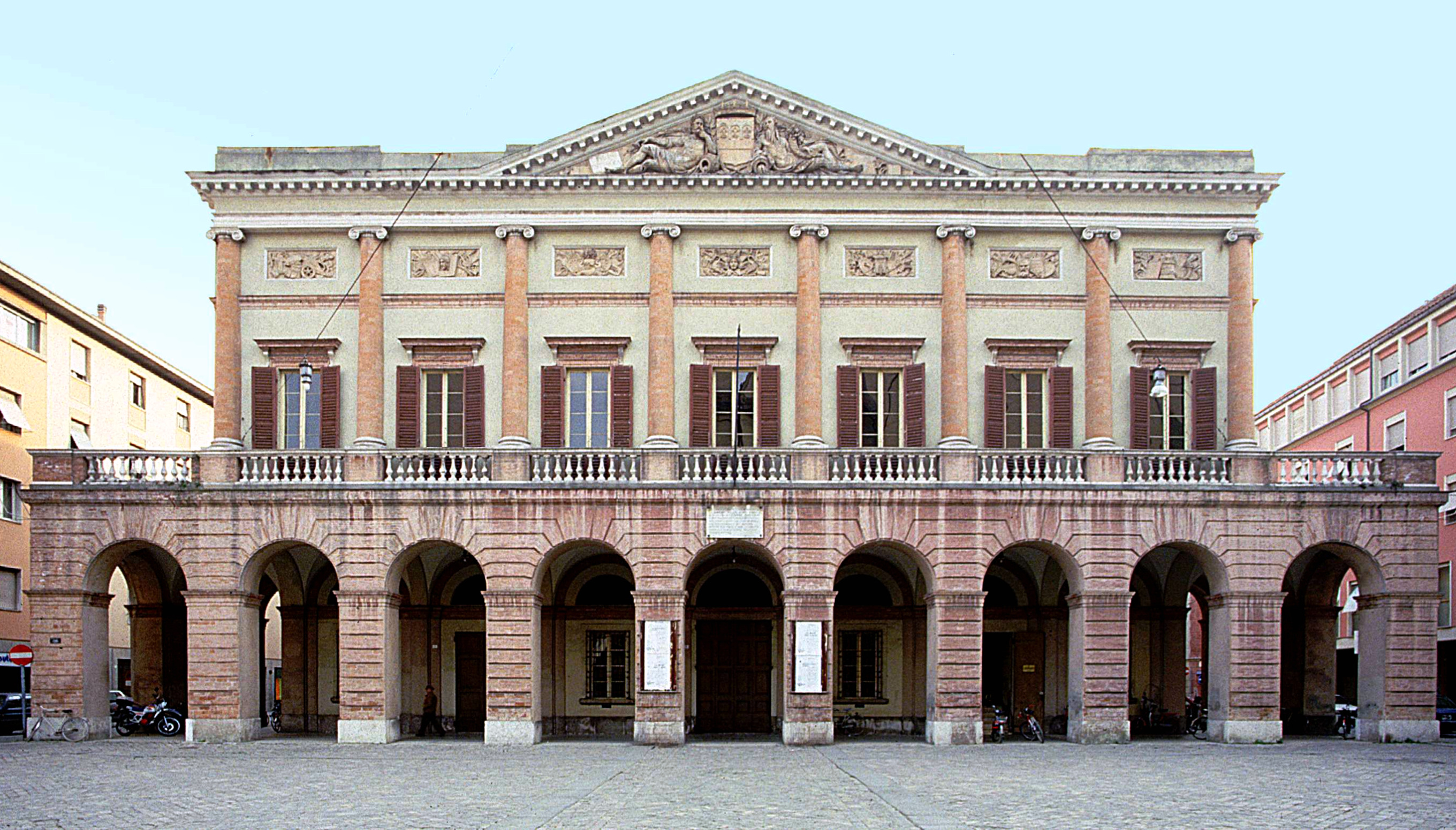
Il teatro Alessandro Bonci.

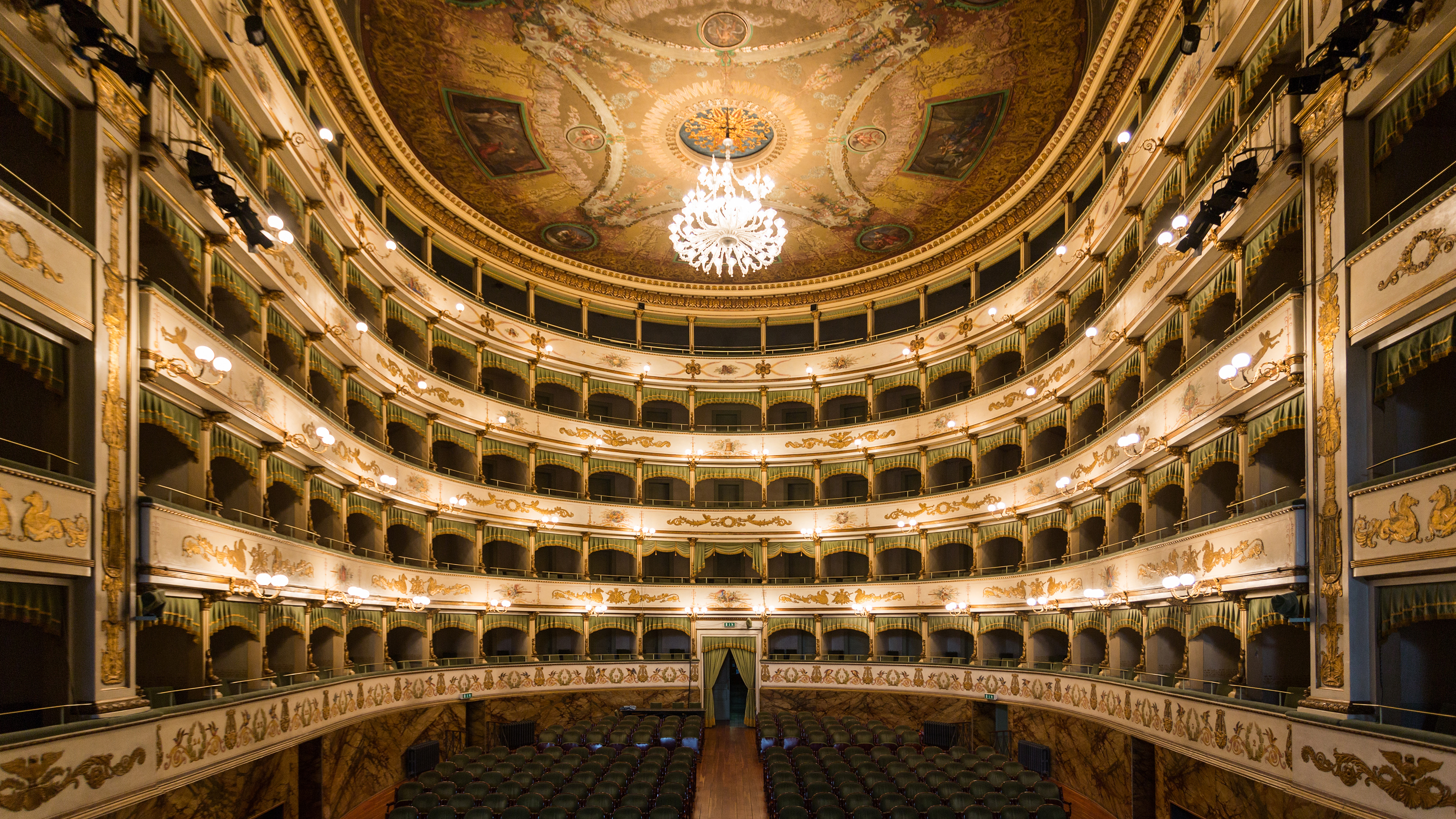
L'interno del teatro Bonci

- Teatro Comunale Alessandro Bonci

Il teatro fu inaugurato il 15 agosto del 1846, tre anni dopo l'inizio dei lavori, su progetto dell'architetto Vincenzo Ghinelli. Dotato di ottima acustica, è un teatro all'italiana a ferro di cavallo, con quattro ordini di ventitré palchi ciascuno, due di proscenio ed un loggione. Fu dedicato al tenore cesenate Alessandro Bonci dopo le sue esibizioni nel 1904 e 1927. Fin dall'inizio si distinse per la rappresentazione delle migliori produzioni drammatiche e soprattutto liriche, con la presenza di acclamati soprani e tenori italiani del periodo. In occasione del 150º anniversario della sua inaugurazione, il 25 gennaio 1996, fu riaperto al pubblico dopo un restauro.
- Teatro Comandini

Il teatro fa parte di palazzo Guidi, costruito nel 1719 su commissione della famiglia Carli e poi ceduto ai marchesi di Montiano. Dall'Ottocento fino agli anni novanta il complesso fu destinato ad attività scolastiche; dal 1993 ospita la Socìetas Raffaello Sanzio.
- Teatro della Valdoca

Il teatro è sede dell'omonima compagnia di teatro contemporaneo.
- Teatro Giuseppe Verdi

Nato come arena, cioè teatro all'aperto per gli spettacoli estivi, fu inaugurato nel 1874. Vi venivano rappresentate opere di prosa, operetta, opera lirica ed esibizioni ginniche. La struttura era costruita interamente in legno. Successivamente fu creata la copertura per rendere possibile la sua fruizione anche nelle altre stagioni. Fu nel Teatro Verdi che venne proiettata la prima pellicola cinematografica in tutta Cesena: ciò avvenne nel dicembre 1896. Nell'aprile 1907 un furioso incendio lo distrusse completamente. Si decise di ricostruirlo in muratura. Il tipo di spettacoli ospitati rimase lo stesso: il teatro leggero. Fu molto frequentato anche per veglioni e feste di carnevale. Nel 1919 assunse la denominazione definitiva di «Teatro Verdi». Dalla fine degli anni 1970 fu utilizzato solamente come sala cinematografica, fino al declino e alla chiusura. Dopo alcuni anni di oblio, nei primi anni 2000 ha ripreso vita dopo un restauro. Oggi è un locale di intrattenimento utilizzato come discoteca, sala da concerto e sede di convention aziendali

#### Ponti

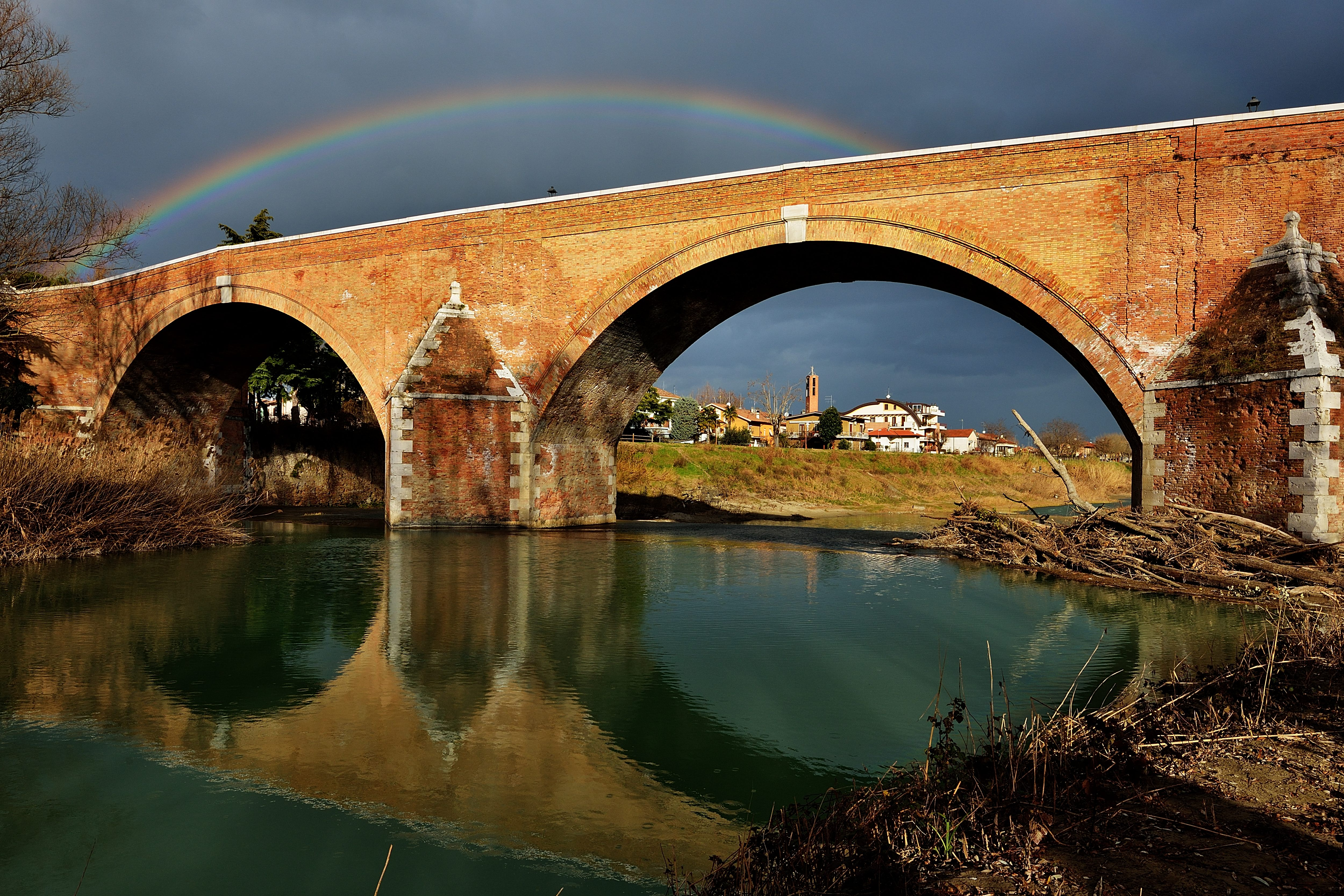
Il Ponte Vecchio che passa sopra il fiume Savio

- Ponte Vecchio

Il Ponte Vecchio, o Ponte Clemente, oltre ad essere il ponte più antico di Cesena è anche uno dei simboli della città. Il ponte attraversa il fiume Savio, in uno dei suoi punti più stretti.
I lavori di costruzione iniziarono nel 1733, per volere di papa Clemente XII.
- Ponte del Risorgimento (Ponte Nuovo)

Furono la costruzione del Ponte del Risorgimento, nel 1914, e l'apertura di via Cesare Battisti, nel 1921, a creare un secondo accesso al centro provenendo da Forlì, rendendo più scorrevole il traffico cittadino.
- Ponte Europa unita

Il ponte Europa unita è parte di un progetto di riqualificazione urbana dell'area dell'ex zuccherificio, ad opera di Vittorio Gregotti. Il ponte è stato aperto al traffico nel 2003.

#### Torri
- Torre bizantina di Cesena

### Architetture militari

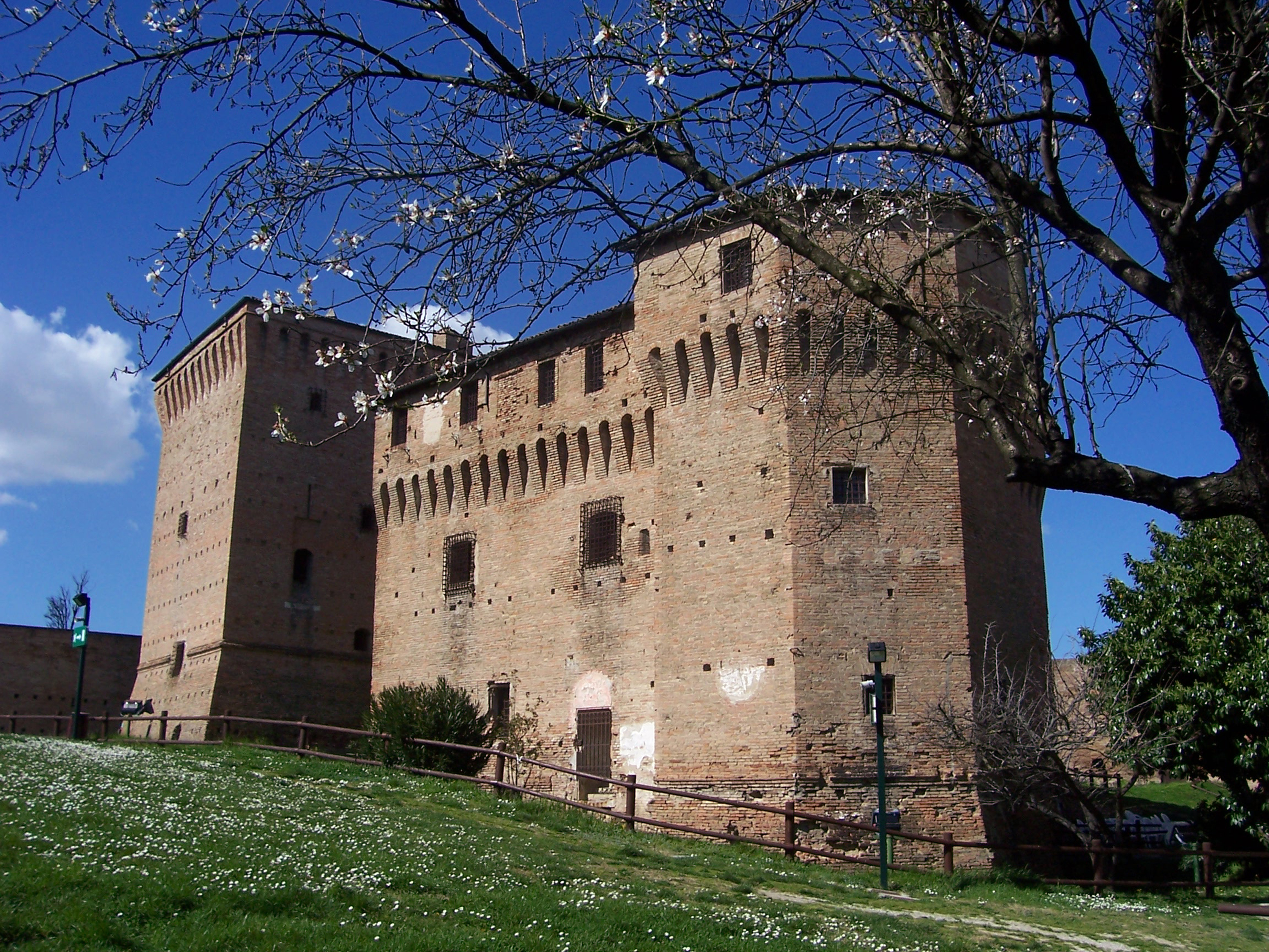
La Rocca Malatestiana in primavera

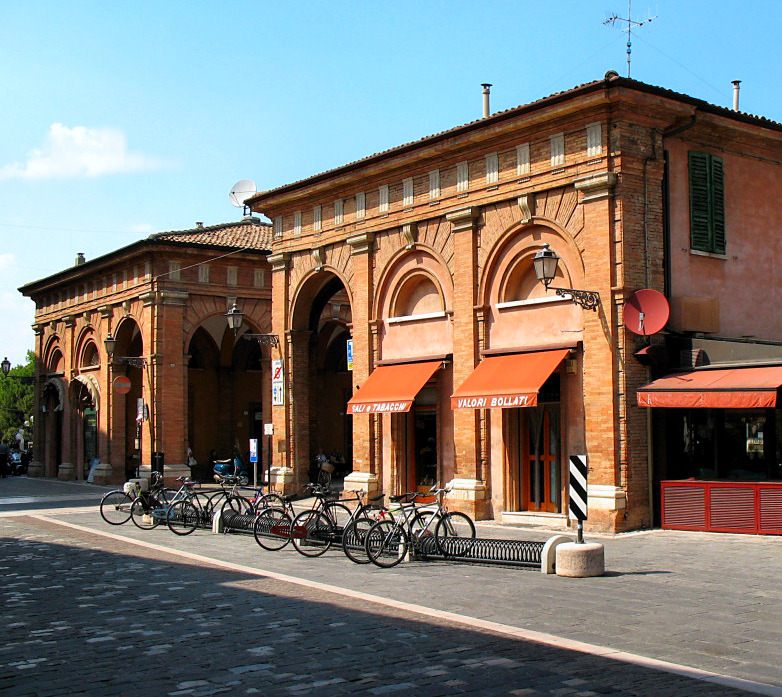
Barriera Cavour

- Rocca Malatestiana

Cesena deve alla famiglia dei Malatesta anche la sua rocca, una delle più imponenti della Romagna, con "corte" e due torrioni centrali, chiamati Maschio e Femmina. In quest'ultimo è allestito il Museo di storia dell'agricoltura che offre ai visitatori uno spaccato sul mondo rurale romagnolo nel corso dei tempi, mentre nel Maschio è posta l'esposizione permanente di ceramiche malatestiane.
- Le mura e le porte

L'inizio della costruzione della cinta muraria di Cesena si fa risalire intorno all'anno Mille. Di tre antiche porte ci è stata tramandata l'esistenza: porta Ravegnana, porta dei Leoni e porta Sapigna. A partire dal XVII secolo le porte risultavano sette: (in senso orario) porta Fiume, Porta Trova, porta Cervese, porta Romana (poi dei Santi), porta Figarola (poi porta Santa Maria), la Portaccia, porta Montanara. Ancora oggi il centro storico è delimitato dalla cinta muraria che, con i torrioni e alcune porte (Trova e Santa Maria abbattute, Cervese sostituita dalla Barriera Cavour), è giunta fino a noi intatta, sebbene parzialmente interrata a causa del riempimento dei fossati.
La relazione del cardinale Anglico de Grimoard del 1371 (Descriptio Romandiole) parla di circa 1660 famiglie dentro le mura e di un castello (la Rocca Vecchia, ormai diroccata) di otto porte.
Dopo l'Unità d'Italia dei sette varchi nelle mura medievali alcuni furono abbattuti, altri modificati, mentre il fossato veniva riempito dalla perforazione del tunnel.
La cinta muraria risulta ancora per la maggior parte intatta e ben individuabile nel tessuto urbanistico; le porte giunte fino a noi sono quattro: porta Santi, porta Fiume, una delle due Portacce e porta Montanara.
- Barriera Cavour

L'abbattimento dell'antica porta Cervese e l'edificazione di questa costruzione nel 1864, su progetto di D. Angeli, costituiscono uno degli interventi di maggior rilievo tra i tanti che, dopo l'Unità d'Italia, diedero alla città un indiscutibile aspetto "borghese".

### Altro

#### Piazze

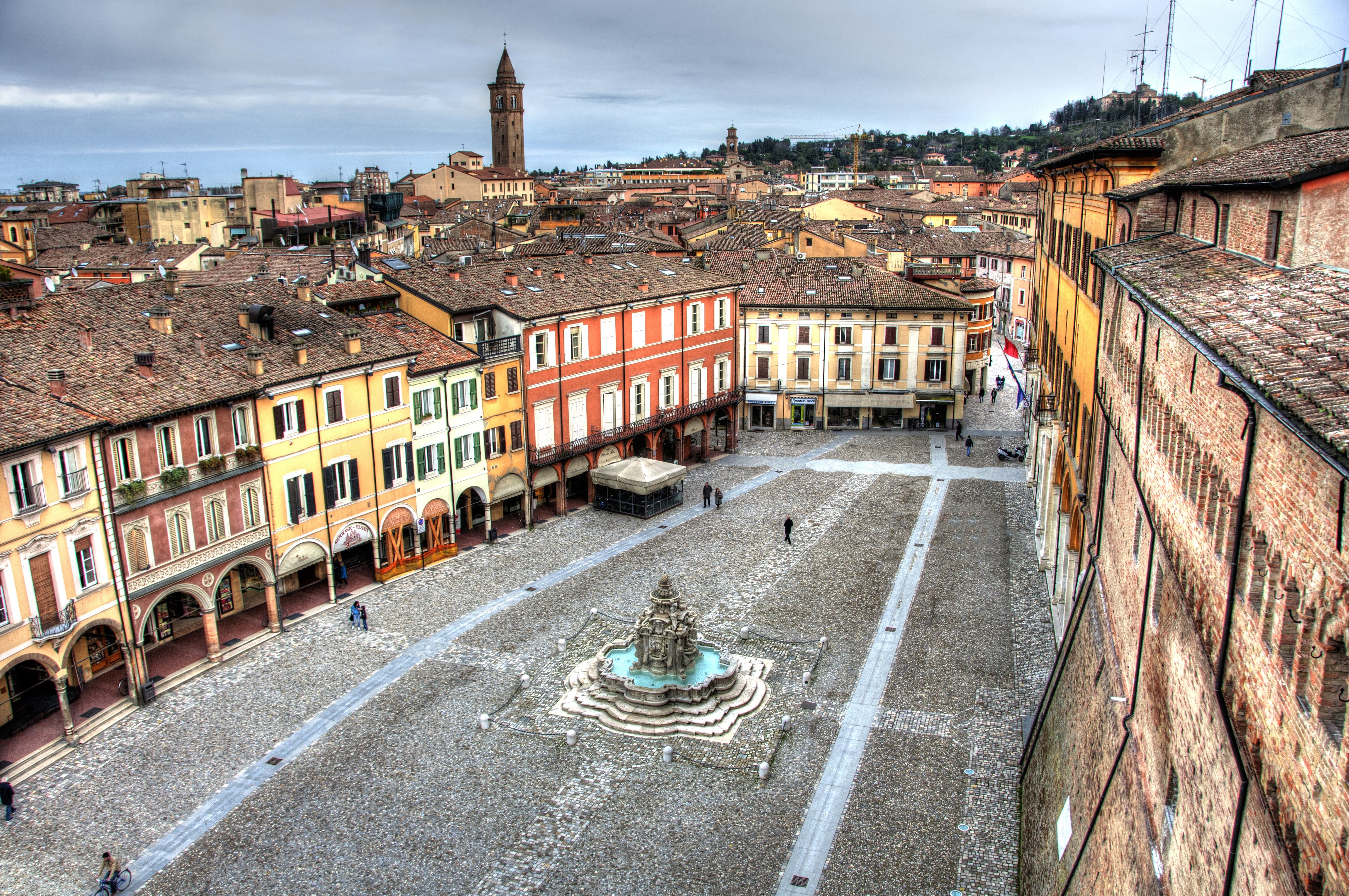
Piazza del Popolo vista dal torrione

- Piazza Amendola

Sorta negli anni trenta del XX secolo per effetto della demolizione di alcuni edifici, fra cui un antico lavatoio e la copertura del torrente Cesuola, la piazza è stata oggetto di un intervento di riqualificazione nel settembre del 2008 che ha coinvolto anche il tratto iniziale di via Pescheria. L'asfalto è stato sostituito con pietre di varie forme e al centro della piazza è stata collocata una fonte che ricorda il vecchio modello ottocentesco.
- Piazza Mario Guidazzi

In piazza Guidazzi si affaccia il teatro Alessandro Bonci. Qui, il 16 gennaio del 1915, fu tenuta una conferenza da Cesare Battisti che fu molto osteggiata dai neutralisti; in ricordo di quell'evento si può leggere un'iscrizione incisa su una targa posta sulla facciata del teatro.
- Piazza del Popolo

La caratteristica principale è quella di essere stata privata del quarto lato nella seconda metà del XIX secolo, a causa della demolizione del quartiere di Chiesanuova. La piazza, passaggio della via Emilia fino al 1914, presenta approssimativamente una forma rettangolare. La sua caratteristica architettonica è il contrasto tra l'imponenza del Palazzo Comunale (o palazzo Albornoz) e della Loggetta Veneziana e delle ben più ridotte dimensioni delle strutture opposte in stile neoclassico ed eclettico. Nei secoli passati è stata anche chiamata piazza Inferiore, piazza Maggiore e piazza Vittorio Emanuele. Al centro della piazza è posta la fontana Masini.

#### Vie
- Via Emilia

L'arteria venne costruita tra il 189 e il 187 a.C. In quel periodo la colonia di Placentia era circondata dai Galli Boi che, nonostante fossero stati sconfitti, non avevano voluto firmare la pace con Roma. Il pericolo di rivolte era quindi reale. Roma decise allora di realizzare una strada militare fino a Placentia per far spostare velocemente l'esercito allo scopo di reprimere eventuali rivolte. Alcuni decenni dopo la via Emilia venne prolungata da Piacenza a Milano.
Nell'antichità la via Emilia girava intorno al colle Garampo, mentre il nuovo tracciato (le attuali via Emilia Ponente, via Carlo Cattaneo, viale Giacomo Matteotti, via Zuccherificio, viale Europa, viale Giovanni Bovio, viale Guglielmo Oberdan, viale Guglielmo Marconi e via Emilia Levante), passa in mezzo a due modeste alture.
- Via Chiaramonti

La via è una delle più importanti della città per il suo valore artistico e storico. Definita da sempre dai cittadini cesenati come la "via dei Signori", si trova esattamente sull'asse viario della strada europea E45. Taglia perpendicolare l'antica via Emilia all'altezza di via Carbonari. Termina a Porta trova. Nella via è presente la chiesa di Santa Cristina, con la famosa cupola ispirata alla cupola del Pantheon. Sono presenti alcuni dei maggiori palazzi cittadini e in successione, adiacenti l'uno all'altro, i palazzi delle famiglie nobili che dal XVIII secolo a oggi hanno risieduto in Romagna. Di valore artistico e storico si segnalano Palazzo Chiaramonti, il Palazzo Ghini di fronte al Palazzo Chiaramonti e prossimo alla Chiesa di Santa Cristina, inoltre il Palazzo Ghini all'inizio della via (civico n.1), Palazzo Sirotti-Gaudenzi e Palazzo Guerrini Bratti.
- Viale Jacopo Mazzoni

Viale Jacopo Mazzoni nacque dopo l'Unità d'Italia. Nel 1861 le autorità cittadine decisero di abbattere un intero rione, il Borgo Chiesanuova, creando così un largo viale, costeggiato da alberi, per coloro che provenivano da Forlì.
- Via delle Scalette

Via delle Scalette è una stradina di ciottoli e gradini che parte vicino ai giardini pubblici e termina accanto all'abbazia di Santa Maria del Monte, in cima al colle Spaziano. Il 15 agosto, durante la Festa dell'Assunzione, viene percorsa a piedi dai fedeli per raggiungere l'abbazia.
- Via Zeffirino Re

Via Zeffirino Re è una strada del centro storico che collega piazza del Popolo al palazzo del Ridotto.
Al tempo dei Romani, la via Emilia, dopo l'ampia curva che dette il nome alla città (Curva Caesena), tagliava il centro quasi longitudinalmente, fino alla porta Santi, situata nel tratto settentrionale delle mura malatestiane. Nel Medioevo le cose cambiarono e, dalla piazza Maggiore, poi divenuta piazza del Popolo, prese a incunearsi questa stradina, per poi girare a destra di fronte al palazzo del Ridotto e proseguire verso Rimini. Si trattava di un tratto alquanto importante, giacché vi si trovavano i banchi dei fruttivendoli: da qui il nome tradizionale via delle Ortolane. All'incrocio con via delle Erbe (via Albizzi) e via degli Orefici (via Fantaguzzi) formava il caratteristico Trivio di San Paolo dove, fino al 1801, sorgeva un oratorio dei frati Camaldolesi.

### Siti archeologici
- Parco archeologico del Colle Garampo

Durante lavori di scavo effettuati nel 1993 e 2005 sono stati scoperti nel centro storico dei reperti di epoca romana, fra i quali un mosaico pavimentale in tessere bianche e nere con decorazioni vegetali e libere che, "staccato" dalla sua originaria collocazione ed interamente ristrutturato dagli esperti restauratori della scuola di Ravenna, è esposto in una sala del Palazzo Comunale.
Altri reperti di epoca romana e medievale (fondamenta di edifici e strade adiacenti) che si ritengono di notevole valore storico, sono stati rinvenuti nel 2005, durante gli scavi per la costruzione di un parcheggio, nelle immediate vicinanze del centro storico.
- Fornaci romane di Ronta

Nel settembre del 2005, durante i lavori per la realizzazione del Canale Emiliano Romagnolo, sono state scoperte nella frazione Ronta delle fornaci romane per la produzione di laterizi. Si tratta delle più integre mai rinvenute in Emilia-Romagna. Il complesso risale al II secolo a.C. ed è composto da tre fornaci di forma rettangolare di grandi dimensioni, con pavimentazione in mattoncini.

### Aree naturali

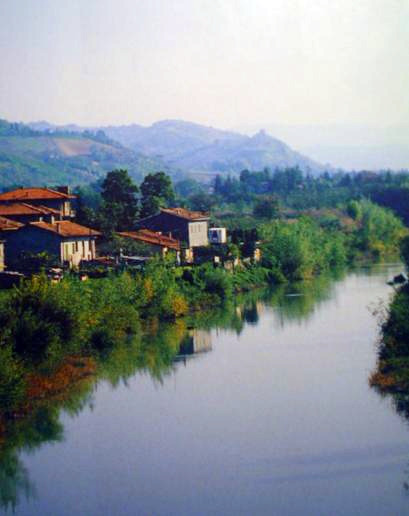
Il parco naturale del fiume Savio

A Cesena ci sono quasi 55 000 alberi, 250 aree verdi che si estendono complessivamente per oltre 246 ettari.
Le principali aree verdi della città sono:
- Parco naturale del fiume Savio
- Giardino di Serravalle
- Giardini Pubblici
- Parco Cesuola
- Parco per Fabio
- Parco "Fornace Marzocchi"
- Parco urbano dell'Ippodromo
- Parco della Rimembranza

## Società

### Evoluzione demografica
A marzo 2015 a Cesena sono state censite 96 921 persone. L'aumento della popolazione è dovuto soltanto ai flussi migratori perché il saldo naturale è negativo, mentre in città arrivano costantemente qualche centinaio di immigrati al mese. Il numero delle famiglie è in aumento: alla fine del mese di marzo 2015 erano 41 944, costante la tendenza alla diminuzione del numero medio dei componenti, sceso a 2,33 persone per famiglia nel 2012 (nel 1974 erano 3,46). Tra la popolazione un numero importante è rappresentato da coloro che vivono da soli (soprattutto le donne, che per la metà sono vedove) rappresentando oltre il 33% del totale delle famiglie (erano il 25% nel 2000). Il tasso di nuzialità continua la sua discesa: nel 2011 si sono celebrati 2,66 matrimoni ogni mille abitanti, nel 2000 erano 4,57.
Abitanti censiti

### Etnie e minoranze straniere
Secondo i dati dell'Ufficio SIT - Statistica del Comune di Cesena al 31 dicembre 2014 la popolazione straniera residente era di 9 329 persone.
Le nazionalità maggiormente rappresentate erano:
1. Romania, 1 459
2. Albania, 1 171
3. Marocco, 881
4. Bulgaria, 827
5. Polonia, 605
6. Tunisia, 538
7. Ucraina, 510
8. Bangladesh, 438
9. Nigeria, 396
10. Senegal, 340

### Lingua e dialetti
A Cesena, accanto all'italiano, si parla uno dei dialetti della lingua romagnola. Quest'ultima, derivante dal latino e inclusa nella famiglia delle lingue gallo-italiche, è caratterizzata da un forte rilievo delle consonanti nelle parole e da una notevole moltiplicazione dei fonemi vocalici rispetto all'italiano, che ne ha solo sette.

### Religione

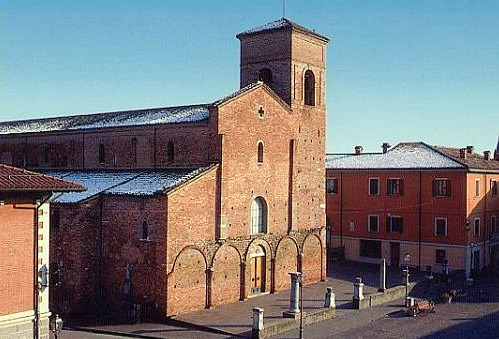
La concattedrale di San Vicinio a Sarsina.

Sede vescovile a partire dall'Alto Medioevo, è nota come Città dei tre Papi, avendo dato i natali a Pio VI e Pio VII, e avendo avuto come vescovi Pio VIII e Benedetto XIII.
La maggioranza delle persone che professano una religione è cattolica e la città ospita la sede vescovile della diocesi di Cesena-Sarsina, suddivisa in 23 parrocchie. Sono anche presenti altre confessioni cristiane: due comunità evangeliche (Assemblee di Dio in Italia e Chiesa Evangelica Battista), Testimoni di Geova e Chiesa cristiana avventista del settimo giorno. La presenza di Comunità Ebraiche, che durante la seconda guerra mondiale hanno, come altrove, subito persecuzioni, è documentata sin dal Medioevo.
Il buddhismo si è diffuso a partire dagli anni '70 del Novecento. Altre religioni, quella islamica principalmente, ma anche fedi cristiano-ortodosse e l'induismo sono praticate per la presenza di immigrati di diversi continenti. Nella frazione Torre del Moro è attivo il Centro di Cultura e di Studi Islamici mentre nella frazione di Monte Aguzzo è presente l'unico luogo di sepoltura per gli islamici in Romagna.

### Istituzioni, enti e associazioni
A Cesena sono presenti numerosi istituti culturali che operano attivamente e sono presenti nella realtà locale, come: l'Istituzione Biblioteca Malatestiana, la Fondazione Renato Serra, l'Emilia-Romagna Teatro, il Conservatorio Statale di musica "Bruno Maderna", l'Istituto di cultura musicale "Arcangelo Corelli", la Biblioteca di scienze giuridiche ed economiche "Giovanni Ghirotti", il Centro di Documentazione Educativa e il Teatro Comandini-Socìetas.

#### Sanità
L'Ausl della Romagna serve tutto il comprensorio cesenate, dalla Valle del Savio alla riviera, coprendo un territorio di 15 comuni (oltre 200 000 abitanti).
L'Ospedale Maurizio Bufalini è una struttura di rilevanza regionale essendo, tra l'altro, sede del Dipartimento Chirurgico e Grandi Traumi.
Il Laboratorio Unico di Area Vasta Romagna è situato nel Centro Servizi di Pievesestina. La struttura, progettata per servire oltre un milione di abitanti, costituisce una forma di gestione unificata di attività laboratoristiche e serve l'intera Area Vasta Romagna (Cesena, Forlì, Ravenna e Rimini).
Nel 2009 è stato inaugurato il Laboratorio Unico di Patologia Clinica romagnolo.

## Cultura

### Istruzione

#### Biblioteche
- Biblioteca Malatestiana e biblioteche di quartiere

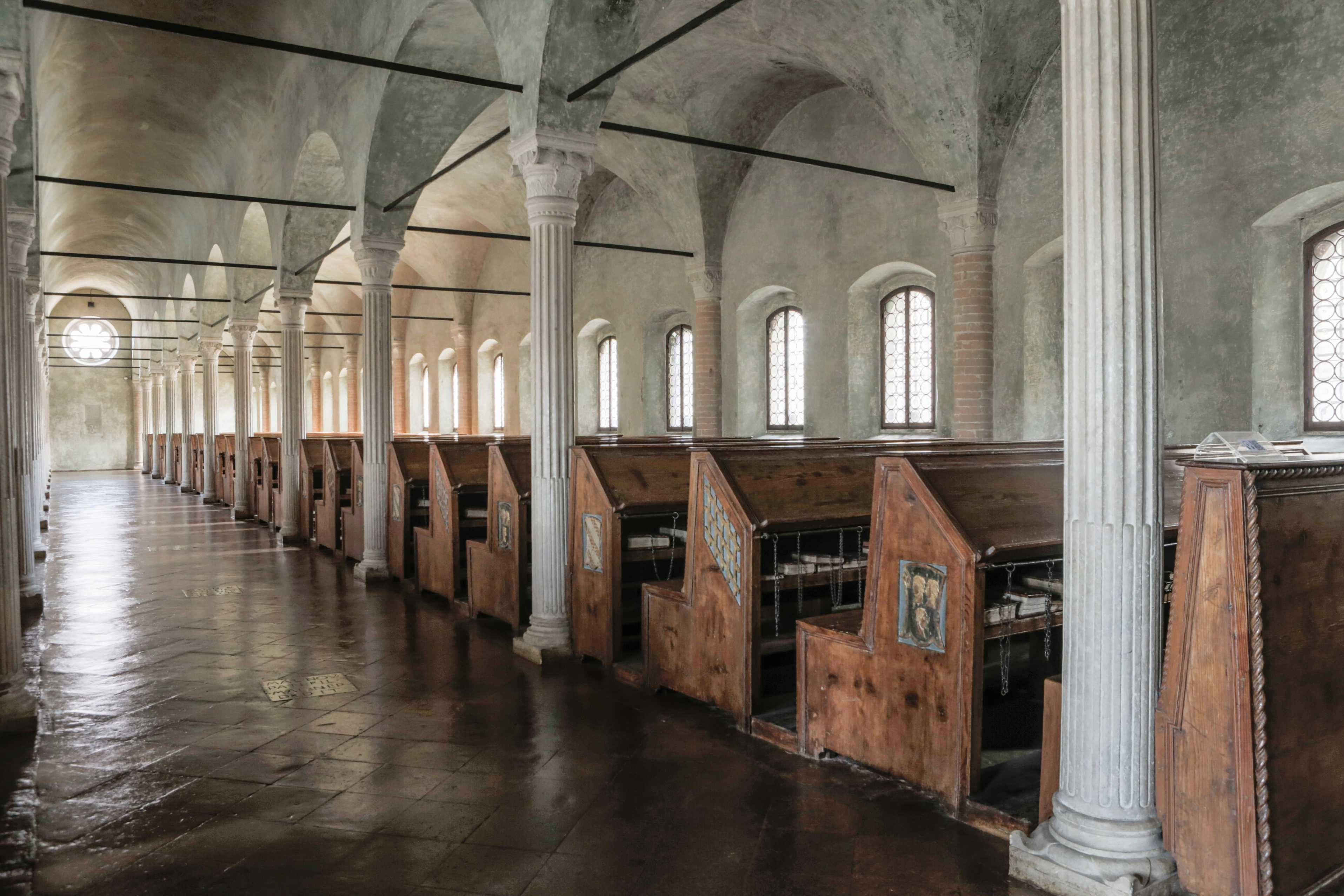
Sala dei Nuti nella biblioteca Malatestiana

La Biblioteca Malatestiana è una biblioteca monastica di particolare importanza storica. Fondata alla metà del XV secolo, detiene due primati assoluti: è stata la prima biblioteca civica italiana; è l'unico esempio di biblioteca monastica medievale perfettamente conservata nell'edificio, negli arredi e nella dotazione libraria. L'UNESCO ha riconosciuto l'importanza culturale della Malatestiana inserendola, prima in Italia, nel Registro della Memoria del Mondo. Nella sezione moderna della Biblioteca Malatestiana sono presenti oltre centomila volumi, disponibili ad accesso diretto. È divisa nelle sotto-sezioni: Biblioteca Moderna, che raccoglie più di 60 000 volumi, e Biblioteca dei Ragazzi, ove sono custoditi quasi 24 000 testi destinati ai lettori fino a 16 anni.
Sono presenti biblioteche dei quartieri Al Mare, Borello, Cervese Nord, Cervese Sud, Cesuola, Dismano, Oltresavio, Rubicone, Valle Savio.
- La Biblioteca Comandini

Con 70 000 volumi e circa 3 200 monete, armi e medaglie varie, la biblioteca fu donata dalla famiglia Comandini al Comune di Cesena alla morte di Federico Comandini nel 1967. Tra le opere vi sono i documenti privati della famiglia Comandini. Documenti relativi alla loro storia nel corso delle generazioni; da Ubaldo Comandini (detto “Baldino il Tintore”), nato a Cesena nel 1772, che si unì a Napoleone I contro gli austriaci. Poi dei suoi figli, al fianco di Giuseppe Garibaldi nella lotta per l'Unità d'Italia. Terza generazione con Ubaldo Comandini (dallo stesso nome del nonno), nato a Cesena il 25 marzo 1869, eletto deputato repubblicano nel 1900, che morì il 1º marzo 1915.
Altre biblioteche
- Archivio di Stato di Forlì - Sezione di Cesena
- Archivio fotografico Zangheri
- Biblioteca del Conservatorio statale di musica "Bruno Maderna"
- Biblioteca e Fonoteca dell'Istituto musicale "Arcangelo Corelli"
- Biblioteca dell'Abbazia di Santa Maria del Monte
- Biblioteca dell'Istituto di storia della Resistenza e dell'Età contemporanea
- Biblioteca del Gruppo di ricerca sulle tecnologie appropriate - Centro di informazione nonviolenta
- Biblioteca dell'Associazione Italiana Musica Meccanica
- Biblioteca giuridico-economica "Giovanni Ghirotti"
- Biblioteca "Maurizio Bufalini"
- Biblioteca del Seminario vescovile

#### Scuole
Sono presenti 23 scuole dell'infanzia, 28 scuole primarie, 11 scuole secondarie di primo grado una delle quali privata, vi hanno sede inoltre dieci scuole secondarie di secondo grado statali (tre licei, quattro istituti tecnici e tre istituti professionali) e due licei paritari; il sistema della formazione è completato dall'Istituto Musicale "Arcangelo Corelli", fondato nel 1806 e dunque la seconda scuola comunale di musica più antica d'Italia.
Tra questi va menzionato il Liceo Ginnasio Statale Vincenzo Monti, fondato il 10 ottobre del 1860.

#### Università

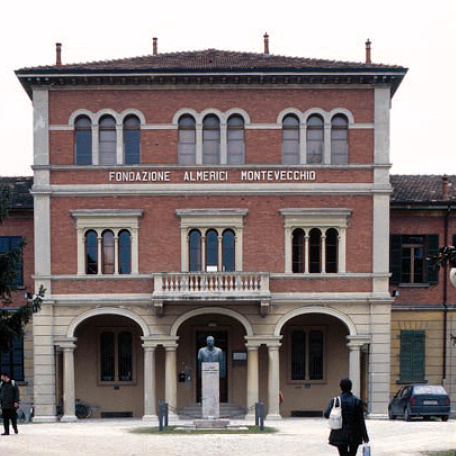
Villa Almerici una delle sedi distaccate dell'Università di Bologna

Ospitò dal XVI secolo al 1800 l'Università di Cesena, dal 1989 è sede distaccata dell'Università di Bologna inoltre è stato presente un distaccamento dell'Accademia di belle arti di Bologna. Il 19 ottobre 2018 è stato inaugurato il nuovo Campus di Cesena 

#### Conservatorio di Musica "Bruno Maderna"
Il conservatorio è intitolato al direttore d’orchestra e compositore Bruno Maderna (1920 –1973). Unico conservatorio della Romagna, è attivo dal 1970, prima come succursale del Conservatorio “G. B. Martini” di Bologna, divenendo autonomo nel 1988.
Fino al 1994 ha avuto sede nelle sale adiacenti al Ridotto del Teatro Bonci, trasferendosi poi all'interno di Palazzo Guidi. L’edificio fu fatto erigere nei primi anni del Settecento da Francesco Maria Carli ed è appartenuto alla famiglia Guidi fino al 1899. Divenne poi bene comunale e tuttora conserva pregevoli soffitti affrescati.

#### Musei

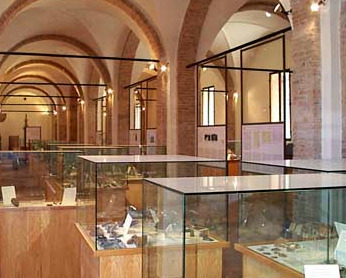
Interno del Museo archeologico di Cesena.

- Museo archeologico di Cesena

Il museo è collocato al pianterreno dell'edificio in cui è situata la Biblioteca Malatestiana e conserva al suo interno una raccolta di reperti provenienti dall'area cesenate, dalla preistoria fino all'umanesimo. Nel 1972 ebbe anche una menzione speciale dell'UNESCO.

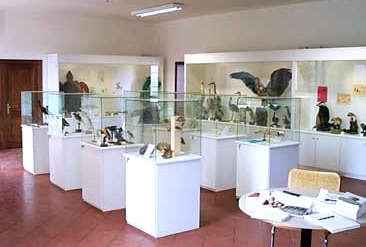
Museo delle scienze naturali.

- Museo della Centuriazione

Una mostra permanente di documenti e fotografie testimonia la presenza e l'importanza dell'opera agrimensoria condotta dai romani nel Cesenate, tra la città e il mare, verso nord-est. È anche un museo all'aperto lungo le strade del territorio comunale; lungo via Calabria è inoltre possibile seguire la segnaletica che indica l'antico reticolo della centuriazione
- Museo diocesano e della cattedrale

Collocato nel ristretto ma suggestivo spazio un tempo occupato dalla cappella di San Tobia, presenta importanti oggetti per la celebrazione liturgica e parametri sacri, alcuni dei quali donati dai pontefici di Cesena, e alcune opere d'arte appartenenti al capitolo della cattedrale o ad edifici di culto distrutti o di varia destinazione.
- Pinacoteca comunale di Cesena

La collezione dei dipinti di proprietà del comune si forma tra il XIX secolo e il XX secolo; il primo allestimento del 1883 fu in alcune stanze della Biblioteca Malatestiana, in seguito, nel 1984, ha trovato una sistemazione espositiva stabile presso l'ex monastero di San Biagio. Le opere esposte coprono un arco di tempo compreso tra il XV secolo e l'età contemporanea, offrendo anche una panoramica della produzione di dipinti locali, arricchita da alcune importanti presenze di rilevanza nazionale.
- Museo Archivio dell'Immagine

Vi sono conservati gli archivi privati di autori cinematografici, comprendenti carteggi con soggetti e sceneggiature originali, fotografie di scena, recensioni su centinaia di film di produzione nazionale e straniera: la sezione, in continua crescita, deve la sua consistenza alle donazioni dei registi, fotografi, sceneggiatori, e critici.
- Museo di Scienze Naturali

Occupa la Loggetta Veneziana affacciata su piazza del Popolo.
Di valore soprattutto didattico, è composto da: Sala degli strumenti, Corridoio con insetti e conchiglie dell'Adriatico, Sala con animali del Cesenate ed, infine, la Sala degli animali che contiene esemplari zoologici di tutto il mondo.
- Museo di Storia dell'Agricoltura

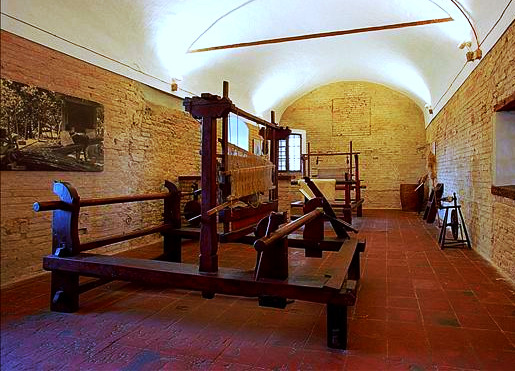
Una delle stanze espositive del museo dell'agricoltura

Ospitato all'interno della Rocca Malatestiana, è nato grazie alla donazione alla città dell'artista Mario Bocchino nel 1974 e rappresenta nel settore una delle collezioni più ricche dell'intera regione.
- Museo del Teatro

Conserva la documentazione della storia del teatro Alessandro Bonci e della musica a Cesena, di cui sono testimonianza locandine, manifesti e programmi di sala, fotografie e disegni, costumi, scenografie e registrazioni video e audio.
- Galleria del Ridotto

La galleria comunale d'arte è collocata al pianterreno del Palazzo del Ridotto e nell'ex pescheria; ospita periodicamente mostre temporanee di dipinti o sculture.
- Galleria dei dipinti antichi della Cassa di risparmio di Cesena

La galleria conserva quadri principalmente di scuola emiliana. La collezione comprende opere dal XV al XIX secolo e si è arricchita soprattutto dagli anni settanta agli anni 2000. Dal 1991 è collocata nel monastero dei Celestini, ora anche sede centrale degli uffici della banca.
- Casa museo Renato Serra

La casa natale di Renato Serra è diventata un museo dedicato al critico letterario Dal 28 febbraio 2023 è inserita nel novero delle «Case e studi delle persone illustri dell'Emilia-Romagna».
- Museo della musica meccanica[128];
- Museo dell'ecologia[129];
- Museo del Cesena calcio[130].

### Media

#### Stampa
Due quotidiani a diffusione nazionale Il Resto del Carlino e il Corriere Romagna sono presenti con redazioni locali e pubblicano un'edizione specifica per Cesena. Il Corriere Cesenate, settimanale della diocesi, fondato nel 1911 si occupa di cronaca locale.

#### Radio
Nella città hanno sede tre stazioni radio. Radio Studio Delta, nata nel 1981, è, secondo i dati Audiradio, l'emittente più ascoltata in Romagna. Radio Centrale, sorta nel 1976, è una delle prime radio private d'Italia. UniRadio, nata nel 2010, è la prima radio universitaria dell'Università di Bologna, gestita da studenti del Campus di Cesena e da volontari.

#### Televisione
A Cesena sorgono i principali studi di produzione di Teleromagna, una delle prime emittenti private sorte in Italia, nata nel 1974. Dal 2004 fa parte del Gruppo Pubblisole. È visibile in Emilia-Romagna, Veneto, Marche e nella Repubblica di San Marino.

#### Musica
Rilevante per la città, nel corso di feste nazionali o rievocazioni storiche, è la Banda Musicale Città di Cesena.

#### Teatro
Due importanti compagnie teatrali hanno sede in città.
Il Teatro Valdoca è una compagnia fondata nel 1979, e tuttora condotta da Cesare Ronconi, regista, e Mariangela Gualtieri, poetessa, drammaturga e attrice. Ha svolto una profonda ricerca a ridosso della parola poetica, nella quale rientrano anche canto, musica dal vivo e danza, conducendo anche un lavoro pedagogico e formativo sull'attore attraverso una "scuola nomade".
La Socìetas Raffaello Sanzio, nata nel 1981 ad opera di Claudia e Romeo Castellucci, Chiara Guidi e Paolo Guidi, presenta un teatro caratterizzato da un ricco e complesso linguaggio scenico, con la rottura della comunicazione tradizionale in un'anarchica fantasia linguistica, e incentrato sulla forza comunicativa del corpo.

### Eventi

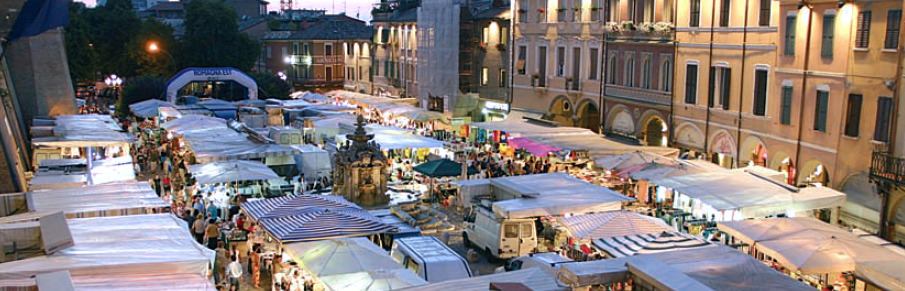
La Fiera di San Giovanni (Piazza del Popolo).

In primavera si svolge la Cesena Fashion Week, una settimana di eventi, con sfilate dedicate alla moda, ove stilisti, designer, fotografi e blogger emergenti con gli imprenditori locali presentano i nuovi arrivi e le tendenze della stagione primavera-estate. In autunno, invece, in maniera analoga, viene presentata la stagione autunno-inverno.
Da aprile 2005 il Centro Cinema Città di Cesena promuove il Backstage Film Festival che, insieme a CliCiak (dal 1998 è un concorso nazionale per fotografi di scena), si occupa del dietro le quinte del cinema italiano.
Per celebrare l'anniversario della dichiarazione Schuman da maggio 2010 si svolge per le vie del centro storico la Festa dell'Europa.
Sempre a maggio si tiene la rievocazione storica del Palio di Cesena (1377 DC) e della sua Giostra d'Incontro storica (1465-1838).
A giugno si svolge la principale manifestazione popolare cesenate: la Fiera di San Giovanni, il patrono. Sulle molte bancarelle, tra le altre cose, la tradizione vuole che siano offerti profumati mazzetti di lavanda, le prime trecce d'aglio e soprattutto il rinomato fischietto rosso, fatto di zucchero, che assume la forma di gallo e papera.
L'estate è la stagione del ricco cartellone di spettacoli all'aperto (musica, teatro, cinema, burattini e lirica): Autori sotto le stelle propone incontri con scrittori e giornalisti nell'antico Chiostro di San Francesco della Biblioteca Malatestiana; Suoni del Tempo dal 1982 è un ciclo di concerti che annualmente intervalla musica sacra a canzone d'autore, mentre la rassegna i Suoni dello Spirito  spazia tra musica, spiritualità e poesia (entrambe le manifestazioni sono ospitati al Chiostro di San Francesco della Biblioteca Malatestiana e all'Abbazia di Santa Maria del Monte); per quanto riguarda la musica rock e pop nella corte della Rocca Malatestiana viene ospitata una rassegna di tribute band di rilievo nazionale.
Da luglio 2011 nelle piazze del centro storico si svolge la manifestazione Piazze di Cinema –Festa del cinema in piazza, dove viene proposta una rassegna di cinema contemporaneo e del passato; in contemporanea si svolge il Premio Monty Banks ove le più significative opere prime della stagione saranno accompagnate dall'autore o dagli interpreti che incontreranno il pubblico; a conclusione si svolge la Notte del Cinema, una notte bianca di cultura e spettacolo dove simultaneamente varie piazze, chiostri e parchi pubblici del centro saranno animati da proiezioni cinematografiche e concerti di musiche da film.
Verso fine settembre o inizio ottobre si svolge il Week-end della cultura, dedicato alla cultura e al divertimento e contemporaneamente si svolge il Festival Internazionale del Cibo di Strada, uno spaccato gastronomico dedicato ai cibi di strada provenienti da tutto il mondo.
Ad ottobre si svolge, dal 2007, Màntica, un festival dedicato a concerti, laboratori, film, ascolti guidati realizzato dalla compagnia teatrale Socìetas Raffaello Sanzio.
Il mondo della produzione ortofrutticola si dà appuntamento ai primi di ottobre, quando il complesso fieristico di Pievesestina ospita il Macfrut, una delle più importanti fiere internazionali dedicate alla lavorazione, al trasporto e alla tecnologia per l'ortofrutta..
Alla fine del mese sempre i padiglioni fieristici di Pievesestina tornano ad ospitare Arredo Casa, dedicata alla casa, al fai-da-te e al giardinaggio.
Nel novembre 1997 è nato il Festival Nazionale del Teatro Scolastico "Elisabetta Turroni": una rassegna di spettacoli teatrali prodotti dalle scuole secondarie di secondo grado italiane; una giuria, che in base alle performance live, segnala le punte d'eccellenza dei singoli spettacoli (drammaturgia, messa in scena, scenografia, adattamento di un testo classico, coralità d'esecuzione, tema civile) e assegna premi alle scuole. In contemporanea si svolgono mostre fotografiche e corsi di formazione per insegnanti e operatori del teatro scolastico.
Il centro accoglie i padiglioni di Cesena a Tavola, rassegna gastronomica di ristorazione ed enologica che offre un'ampia panoramica dei sapori della Romagna.

## Geografia antropica
Cesena, fino al gennaio 2024, è stato il secondo comune non capoluogo di provincia più popoloso d'Italia, preceduto da Giugliano in Campania (NA).

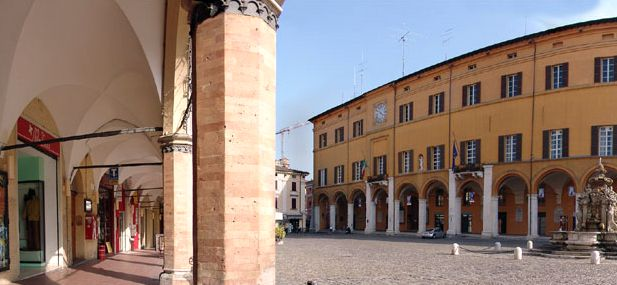
Porticato in piazza del Popolo

### Urbanistica

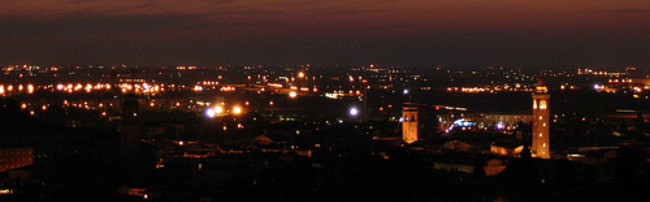
Cesena all'imbrunire: si possono notare i campanili del duomo (a destra) e del palazzo del Ridotto (a sinistra)

Lo sviluppo urbanistico della città è stato fortemente influenzato dalle antiche strade che la attraversano. Sulla via Emilia si sono formati insediamenti abitativi e artigianali, su via Dismano centri agricoli e industriali, mentre su via Cervese e via Cesenatico solo edifici per scopo abitativo.
L'apparato urbano si è strutturato, man mano che i secoli passavano, in base a tre elementi: la barriera naturale costituita dal fiume Savio e dalle colline, le quattro strade storiche e la linea ferroviaria.
Nell'età romana, la città si chiamava Curva Caesena, perché accanto al colle Garampo si incurvava l'antica via Emilia e con essa l'abitato. Questa curva assumeva la forma di uno scorpione.

### Suddivisioni amministrative
Il territorio del Comune di Cesena è suddiviso in 12 quartieri, ognuno dei quali elegge un presidente ed un proprio consiglio di quartiere in concomitanza con le elezioni regionali.
I dodici quartieri, secondo l'enumerazione adottata ufficialmente dal comune, sono i seguenti:
| Q. I  | Centro Urbano | Q. II  | Cesuola  | Q. III | Fiorenzuola | Q. IV | Cervese Sud  | Q.V  | Oltre Savio | Q.VI  | Valle Savio |
| Q.VII | Borello       | Q.VIII | Rubicone | Q. IX  | Al Mare     | Q.X   | Cervese Nord | Q.XI | Ravennate   | Q.XII | Dismano     |

### Frazioni
All'interno di ciascuno dei quartieri sono ben identificabili, pur non definiti ufficialmente, rioni e zone urbane, talvolta corrispondenti a frazioni poi inglobate nella città:
Barriera, Borghetto (Ponte di San Martino), Campino (San Rocco), Cappuccini, Ex Zuccherificio, Case Finali, Ippodromo, Fiorita, Madonna delle Rose, Madonna del Monte, Montefiore, Osservanza, Ponte di San Martino, Ponte Vecchio, Ponte Nuovo, Porta Santi, Porta Trova, Sant'Egidio, San Mauro in Valle, Torre del Moro, Valdoca, Vigne, Villa Arco, Villa Chiaviche.
All'interno del Comune sono presenti le frazioni:
- Acquarola
- Aie
- Bagnile
- Borello
- Borgo delle Rose
- Borgo di Ronta
- Borgo Paglia
- Borgo San Vittore
- Botteghino
- Budrio
- Bulgaria
- Bulgarnò
- Calabrina
- Calisese
- Capannaguzzo (Maccanino)
- Carpineta
- Casalbono
- Casale
- Case Castagnoli
- Case Frini
- Case Gentili
- Case Missiroli
- Case Scuola Vecchia
- Case Venzi
- Celincordia
- Celletta
- Diegaro
- Formignano
- Gattolino
- Gualdo
- Il Trebbo
- Lizzano
- Luogoraro
- Luzzena
- Macerone
- Madonna dell'Olivo
- Martorano
- Massa
- Molino Cento
- Montereale
- Monte Vecchio
- Monticino
- Oriola
- Osteria di Piavola
- Paderno
- Pievesestina
- Pioppa
- Ponte Abbadesse
- Pontecucco
- Ponte Pietra
- Provezza
- Rio Eremo
- Rio Marano
- Ronta
- Roversano
- Ruffio
- Saiano
- San Carlo
- San Cristoforo
- San Demetrio
- San Giorgio
- San Mamante
- San Martino in Fiume
- San Matteo
- Santa Lucia
- Sant'Andrea in Bagnolo
- San Tomaso
- San Vittore
- Settecrociari
- Tessello
- Tipano
- Trebbo
- Valdinoce
- Villa Calabra
- Villa Casone

## Economia

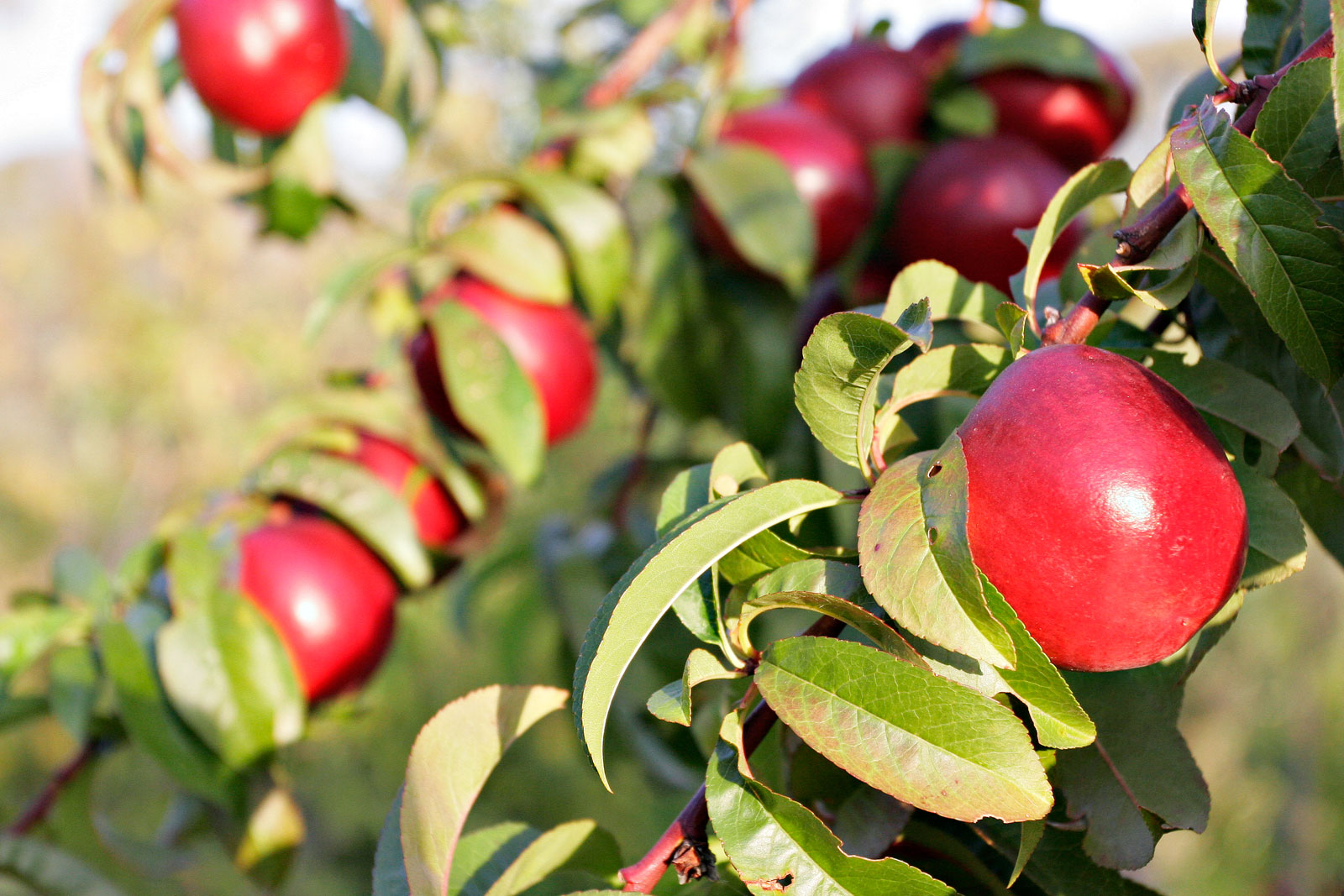
Pesche

Cesena è un importante centro agricolo e industriale, a capo di un distretto basato sulla trasformazione e lavorazione dei prodotti agricoli e sull'autotrasporto, caratterizzato da una struttura produttiva di piccole e medie imprese nella quale non mancano aziende significative a livello nazionale e internazionale.

### Agricoltura
I prodotti ortofrutticoli tipici del territorio, come le pesche di Romagna sono conosciuti anche fuori dei confini nazionali.
Altri campi, come la produzione di alimenti surgelati, vedono aziende cesenati, come il Gruppo Apofruit ed Orogel, ai primi posti in Italia. Il grande successo che riscuote ogni anno il Macfrut, una delle fiere più importanti al mondo nel comparto ortofrutticolo, è solo il segno di un primato consolidato.
Accanto ai cereali, rimasti per secoli il primo prodotto locale, si è sviluppata la coltivazione degli alberi da frutto (soprattutto pesche, ma anche albicocche, susine, mele e pere); anche le patate, le barbabietole e i prodotti orticoli vantano produzioni cospicue. Anche il vino ha una certa importanza nell'economia cesenate e fra gli altri vanno ricordati l'Albana e il Sangiovese.
Rilevante è l'allevamento avicolo con la storica presenza di un'azienda nota a livello nazionale: l'Amadori, fondata del 1970 da Francesco Amadori.

### Artigianato

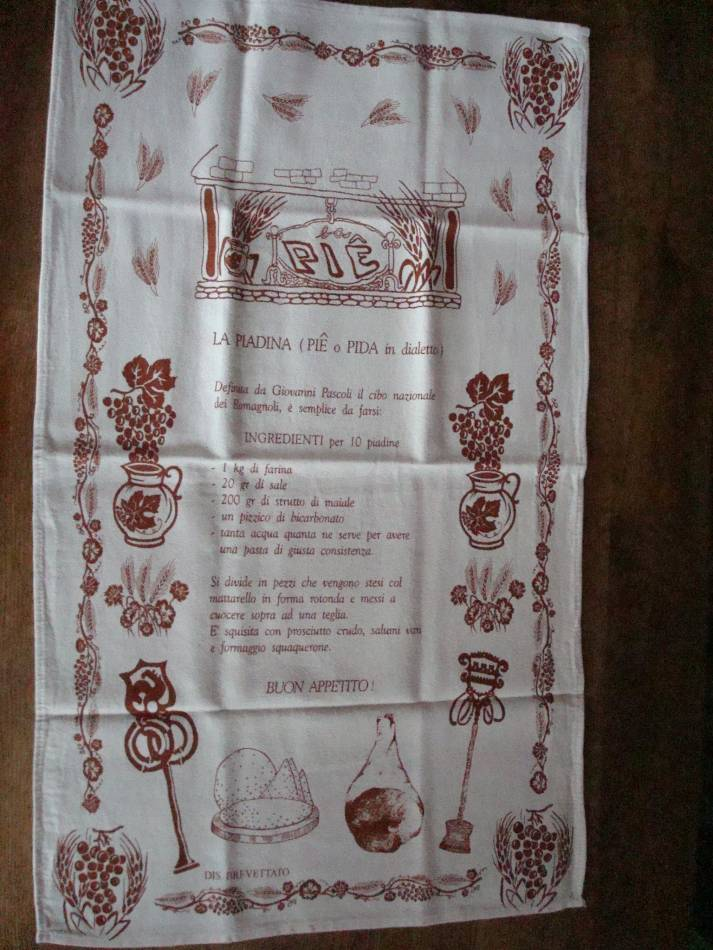
Stampa manuale di una tela

L'artigianato, a Cesena, conserva alcuni esempi di vecchi mestieri: vi sono piccole botteghe che lavorano la ceramica, la pelle, l'oro o che restaurano oggetti del passato. Appena al di fuori dei confini comunali si ritrovano prodotti tradizionali più tipicamente romagnoli, come le tele a stampo a mano (Gambettola) o le teglie per cuocere la piadina (Montetiffi di Sogliano).

### Industria
Dopo l'agroalimentare il settore più forte, anche per numero di addetti, è quello metalmeccanico, favorito dalla stretta connessione con le attività agroindustriali: furgonature per il trasporto generico e per gli alimenti deperibili, officine meccaniche che a questi prestano assistenza tecnica, costruzione macchine per la lavorazione, la conservazione e l'imballaggio dei prodotti ortofrutticoli.
All'industria cesenate appartengono realtà imprenditoriali note a livello internazionale. La società edile Trevi realizza in vari paesi del mondo importanti opere di alta ingegneria. La Technogym è leader mondiale nella produzione di attrezzi per esercizi ginnici e per la riabilitazione del corpo; nel 2008 ha aperto a Cesena la nuova sede principale. L'Olidata opera nel settore dei personal computer ed altri prodotti di alta tecnologia.

### Servizi
L'intersezione tra l'Autostrada A14 Bologna-Taranto, la Strada statale 3 bis Tiberina (tratto della E45) Orte-Ravenna rende Cesena uno snodo di comunicazione, con la presenza di varie aziende di autotrasporto.
Importante è il Polo fieristico, costituito da 32000 m² di spazi espositivi, che tra le sue varie manifestazioni spicca il Macfrut, fiera di interesse internazionale nel settore dell'orto-frutta, una risorsa per la città in quanto è un'eccellenza per tutto il sistema economico nazionale.

### Turismo
La città, grazie alla sua posizione geografica al centro della Romagna, risulta trovarsi a breve distanza da varie importanti realtà artistiche, culturali e naturali. Sono infatti facilmente raggiungibili le colline costellate di antichi borghi storici, la Riviera romagnola e i grandi parchi di divertimento, l'Appennino tosco-romagnolo con il Parco nazionale delle Foreste Casentinesi, Monte Falterona e Campigna ed importanti stazioni termali.
La città stessa offre realtà artistiche, culturali, naturali e luoghi di divertimento; come l'importante Biblioteca Malatestiana, il Parco naturale del fiume Savio, i negozi e locali che animano il centro storico e festival, fiere e kermesse di elevato livello come la Fiera di San Giovanni, il Festival del cibo di strada e la Festa del cinema in piazza.
Per il turismo in città nell'anno 2016 gli arrivi e le presenze hanno registrato un incremento. Si sono registrati poco meno di 74 000 arrivi, con un incremento del 2,3% rispetto al 2015; le presenze si sono attestate quasi a quota 135 000, con un incremento del 6,1% (dati dell'Ufficio Turistico Provinciale).
Sempre nel 2016, gli arrivi provenienti dai paesi esteri sono stati oltre 11 000; la fetta più consistente dei turisti stranieri è rappresentata dai tedeschi, cui fanno seguito i francesi, i britannici, gli svizzeri, i cinesi, gli statunitensi e i giapponesi.
L'offerta turistica del Comune di Cesena è integrata con altri Comuni del suo comprensorio e di territori limitrofi, come Bagno di Romagna, Bertinoro, Cervia, Cesenatico, Forlimpopoli e Sarsina.

## Infrastrutture e trasporti

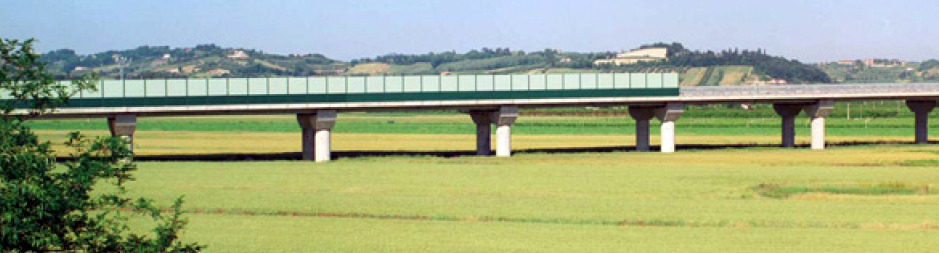
Un tratto della Secante in campagna

Cesena è un importante snodo di comunicazione, grazie all'intersezione tra l'autostrada A14 Bologna-Taranto e la strada statale 3 bis Tiberina (fino a Cesena tratto della E45) Terni-Ravenna.

### Strade

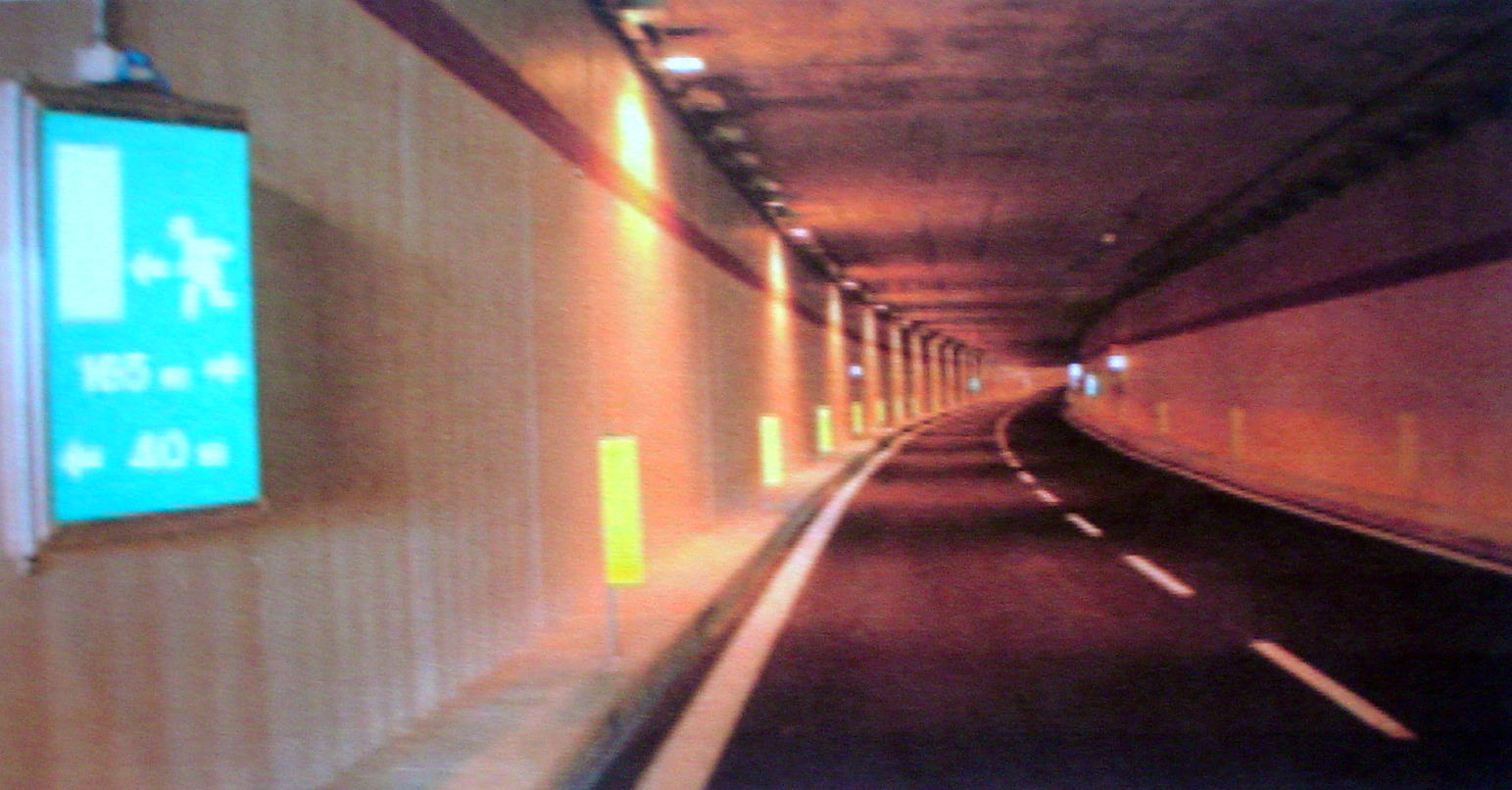
L'interno della galleria Vigne

Secondo uno studio del Centro Studi Indipendente sulla Sicurezza Stradale (Ce.S.I.S.S), le strade più sicure d'Italia sono a Cesena, essendo la città risultata prima fra i 200 comuni presi in considerazione. Il comune ha ottenuto la Stella d'oro con encomio.
La città è collegata alla rete autostradale nazionale tramite i caselli Cesena e Cesena Nord dell'autostrada A14 Bologna-Taranto.
La strada statale 9 Via Emilia la collega con tutti i capoluoghi della regione Emilia-Romagna, tranne Ravenna e Ferrara, arrivando fino a San Donato Milanese.
La strada statale 3 bis Tiberina (superstrada E 45) consente di arrivare a Perugia, Terni e Roma, costituendo una valida alternativa all'autostrada A1 per giungere dal nord alla capitale.
Il traffico urbano è fortemente alleggerito dalla Secante, superstrada che taglia la città comprendente un tratto sotterraneo lungo un chilometro e seicento metri (Galleria Vigne), primo tunnel eco-compatibile costruito in Italia, il terzo in Europa.

### Ferrovie
La stazione di Cesena è posta sulla ferrovia Bologna-Ancona. Vi fanno scalo treni a lunga percorrenza oltre a quelli regionali.

### Mobilità urbana
La supervisione dei servizi di trasporto pubblico è affidata a Start Romagna nata il 1º gennaio 2012 dall'unione delle agenzie AVM, ATM e TRAM. Comprende le linee urbane, suburbane ed extraurbane dirette sia verso il comprensorio cesenate della provincia che fuori.

## Amministrazione
| Periodo | Periodo   | Primo cittadino          | Partito                            | Carica  | Note |
| ------- | --------- | ------------------------ | ---------------------------------- | ------- | ---- |
| 1985    | 1986      | Archimede Casadei Lucchi | Partito Comunista                  | Sindaco |      |
| 1986    | 1992      | Piero Gallina            | Partito Repubblicano               | Sindaco |      |
| 1992    | 1999      | Edoardo Preger           | Partito Democratico della Sinistra | Sindaco |      |
| 1999    | 2009      | Giordano Conti           | Democratici di Sinistra, poi PD    | Sindaco |      |
| 2009    | 2019      | Paolo Lucchi             | Partito Democratico                | Sindaco |      |
| 2019    | in carica | Enzo Lattuca             | Partito Democratico                | Sindaco |      |

### Gemellaggi
- Moresco, dal 2004

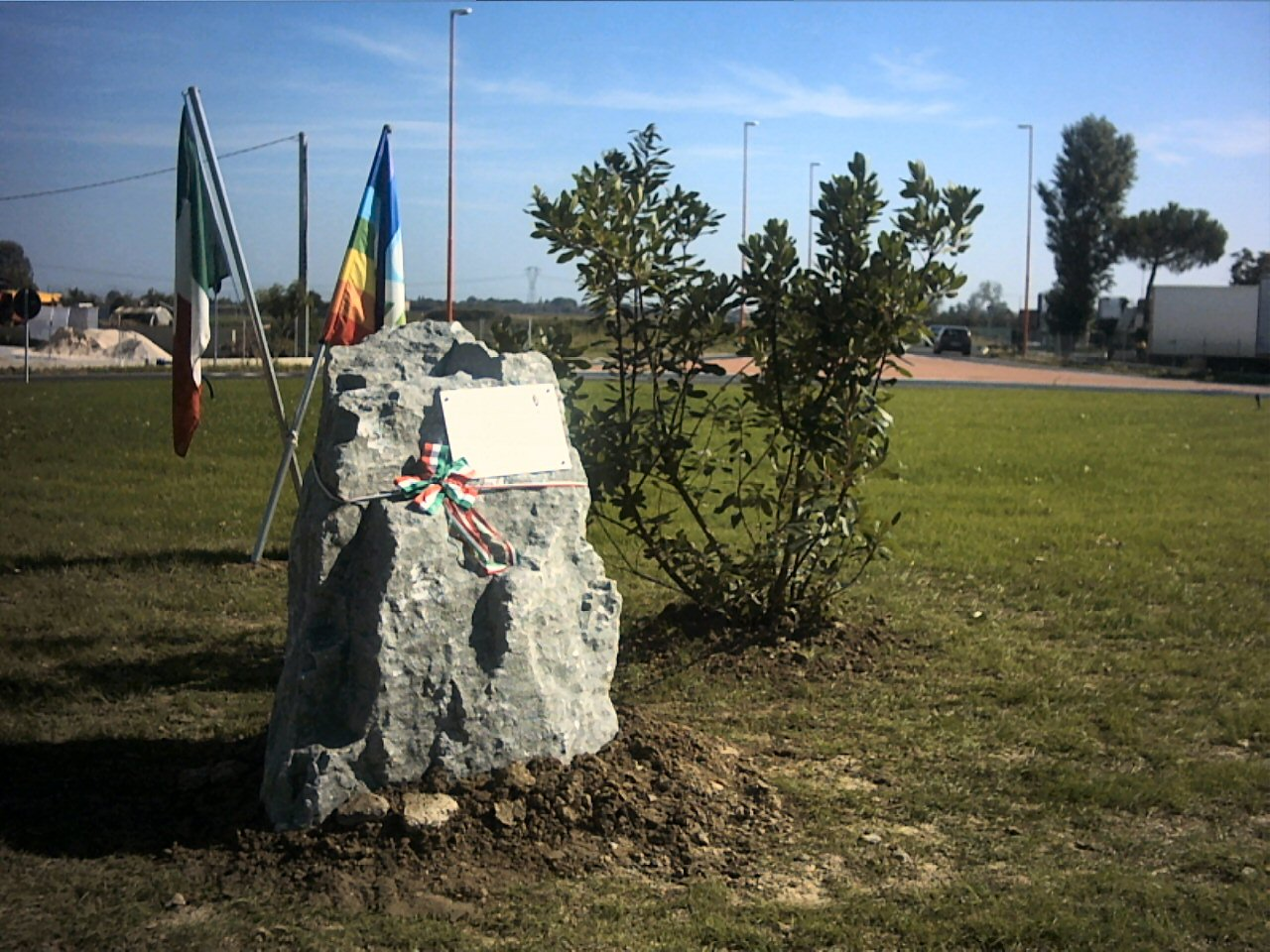
Il cippo e il corbezzolo, dono di Moresco

Pur non trattandosi di un comune, la frazione di Pioppa ha realizzato un gemellaggio con il comune marchigiano di Moresco (FM).

### Altre informazioni amministrative
Il Comune fa parte di quattro reti europee:
- Eurocities (Forum sostenibilità e gruppo di lavoro sulle Smart cities)[172],
- Amministrazioni locali per la sostenibilità (ICLEI) sempre per la sostenibilità,
- Patto dei Sindaci (patto dei sindaci per le Politiche Energetiche)
- Trailblazer, progetto europeo per l'innovazione, l'efficienza e realizzazione dei trasporti logistici sostenibili negli Enti Locali[173].

## Sport
Nel 2014 Cesena è stata designata "Città europea dello sport".

### Calcio

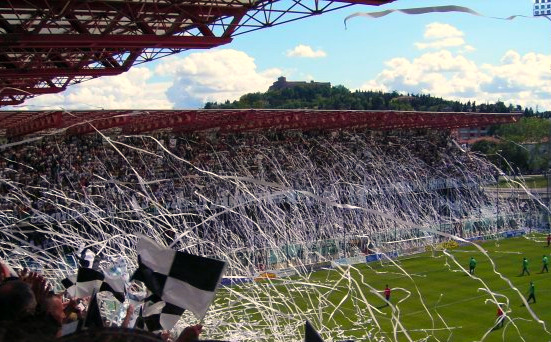
L'interno dello stadio Dino Manuzzi

Nel 1940, dalle ceneri dell'«Unione Sportiva Renato Serra» (1921-1939), fu fondata l'«Associazione Calcio Cesena». La società ha disputato tredici campionati di Serie A e trentadue di Serie B. Inoltre è stata la prima squadra (nell’epoca del girone unico) avente sede in un comune non capoluogo di provincia a qualificarsi per la Coppa Uefa, in seguito al 6º posto ottenuto nella stagione 1975-1976: i territori Forlivese, Cesenate e Riminese erano infatti interamente ricompresi nell’allora provincia di Forlì, di cui era capoluogo la città di Forlì.
La seconda squadra di calcio cittadina è stata l'«Associazione Sportiva Dilettantistica Romagna Centro», che dal 2013 al 2018 ha militato in Serie D.
Nel 2018, in seguito al fallimento dell'A.C. Cesena, le due squadre si sono unite per ripartire dalla Serie D sotto il nome di «Associazione Sportiva Dilettantistica Romagna Centro Cesena». La squadra, oggi denominata «Cesena Football Club», milita in Serie B.

### Calcio a 5
Nel comune è attivo l'A.S.D. Futsal Cesena, che milita in Serie A2 Élite
Il principale club cittadino di calcio a cinque era il Romagna Calcio a 5, fondato nel 1992 e sciolto nel 2008 con una partecipazione in Serie A e un trofeo, la Coppa Italia di Serie A2 del 2006.

### Ciclismo
La città ha ospitato per quattro volte l'arrivo di una tappa del Giro d'Italia di ciclismo: nel 1946 la 5ª semitappa vide la vittoria di Olimpio Bizzi, nel 2004 l'11ª fu vinta da Emanuele Sella, nel 2008 nella città romagnola si svolse l'arrivo dell'11ª tappa con la vittoria di Alessandro Bertolini e nel 2023 fu arrivo della 9ª tappa (una cronometro individuale) vinta da Remco Evenepoel.

### Atletica leggera
L'Atletica Endas Cesena venne fondata nel 1969 e ha sede nell'impianto comunale di atletica. Fu la prima società di Margherita Magnani.

### Cricket
Il Cesena Cricket Club ha vinto il campionato nazionale nel 1992, 1993 e 1995 e la Coppa dei Campioni nel 1993.

### Ginnastica artistica
Nel 2025 le due società cittadine, «Romagna Team» per la ginnastica maschile, e «Renato Serra» per la ginnastica femminile, si sono classificate al secondo posto assoluto ai campionati nazionali di Serie A1.

### Ippica
Il primo sabato di settembre la stagione ippica si conclude a Cesena con il campionato europeo di trotto che si disputa all'ippodromo del Savio.

### Pallacanestro
La società di pallacanestro femminile, è stata molto attiva tra la fine degli anni ottanta e l'inizio degli anni novanta. La squadra romagnola, conosciuta con il nome di Unicar Cesena, riuscì ad aggiudicarsi lo scudetto della stagione sportiva 1989/1990, denominata Conad Cesena, ha vinto nella stagione successiva la Coppa dei Campioni.

### Pallavolo
La città è stata la sede di una società di pallavolo femminile, la Pallavolo Cesena, fondata nel 1987 e sciolta nel 2009, che ebbe all'attivo una partecipazione al campionato italiano di serie A1 nel 2008-2009.
Attualmente è attiva la società Volley Club Cesena che milita nel campionato italiano femminile di serie B1.

### Rugby
Il comune è sede del Romagna Rugby Football Club, fondato nel giugno 2006 dall'unione di diversi club romagnoli che milita in serie B.

### Tennis
Il tennis era praticato a Cesena già negli anni 1930: esisteva un campo di gioco di viale Carducci. Nel secondo dopoguerra nasce una struttura organizzata. Attorno al “giardinetto tennis” si radunò un gruppo di appassionati che nel 1962 diede vita al CT Cesena. Oggi è intitolato ad Alberto Ronconi, uno dei fondatori.
A Cesena si svolge il trofeo di tennis "Marchi Giorgio", facente parte dell'ITF Men's Circuit. A seguito di una storica promozione dalla serie B, dal 2017 il circolo tennis "Ronconi" schiera una squadra che milita nel campionato nazionale A2.

### Triathlon
Il Cesena Triathlon viene fondato nel novembre 2014 da un gruppo di triatleti locali con passati agonistici nel mondo del nuoto, del ciclismo e del podismo.

### Impianti sportivi
Tra i numerosi impianti sportivi di Cesena, si menzionano: lo stadio comunale "Dino Manuzzi", l'ippodromo del Savio, il palazzetto dello sport Carisport, un impianto comunale di atletica leggera, un impianto comunale di tiro con l'arco, un campo di baseball, un campo di rugby, un campo da golf, due circoli tennis, una piscina comunale.